# アルテナ

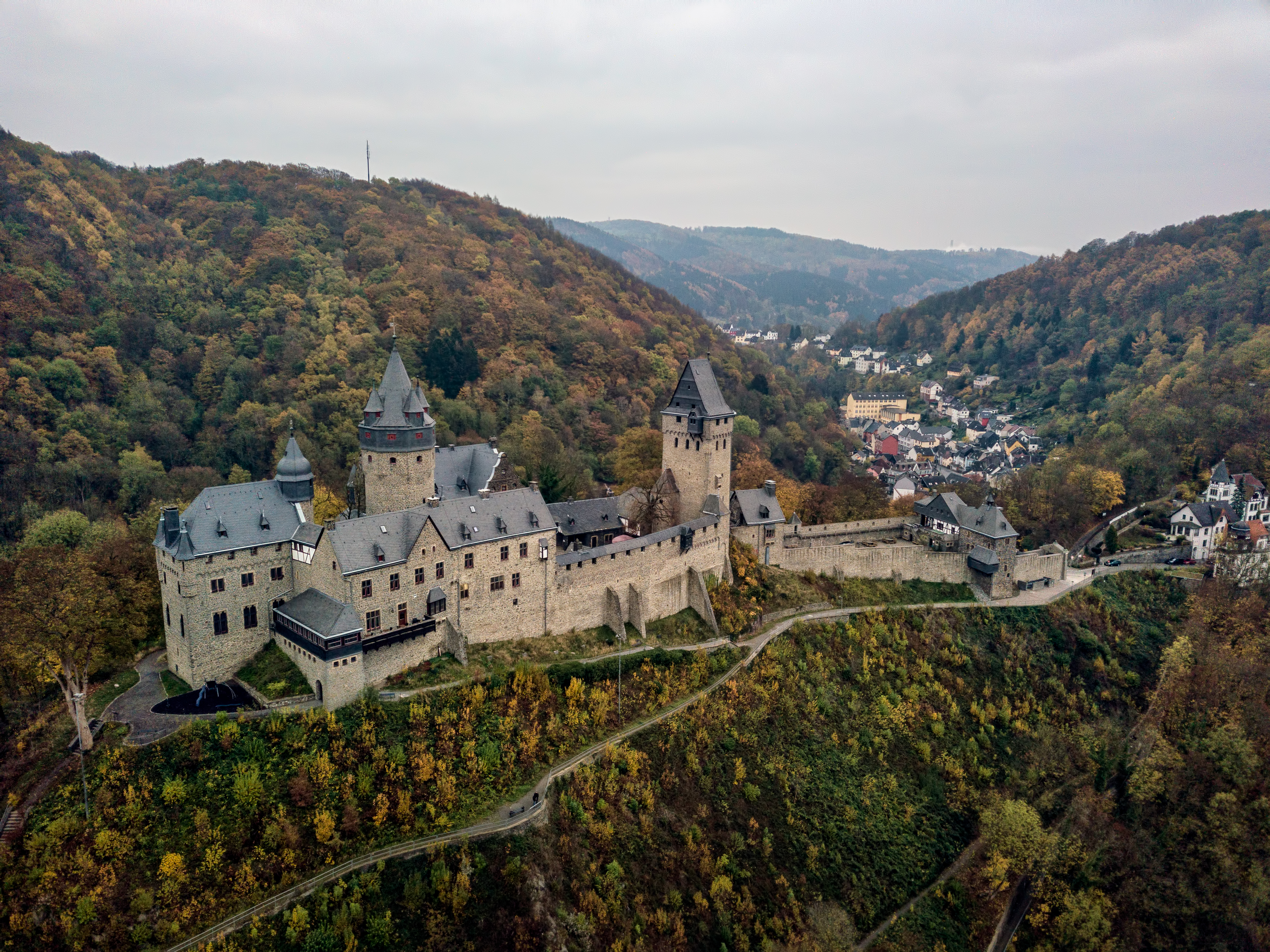
街の高台に建つ象徴的建造物 アルテナ城

アルテナ (ドイツ語: Altena, ドイツ語発音: [ˈaltəna])はドイツ連邦共和国ノルトライン＝ヴェストファーレン州アルンスベルク行政管区のメルキッシャー郡に属す小都市である。
本市は、12世紀に建設されたアルテナ城の麓に成立した。この城は1914年にリヒャルト・シルマンによって世界初の常設のユースホステルとなった。

## 地理

### 位置
この街はザウアーラントのレネ川の谷に位置している。海抜 511 m の最高地点はノイエンラーデとの市境に位置するコールベルクである。最低地点はヒューネングラーベンの海抜 145 m である。市域の面積は 44.3 km2 である。市域の 62 % が森に覆われている。

### 地質学
アルテナは、ライン・シーファー山地に含まれる。

### 隣接する市町村
アルテナに隣接する市町村はいずれも、アルテナ自身と同じメルキッシャー郡に属す。アルテナ市は西から時計回りに、ナハロート＝ヴィプリングヴェルデ、イーザーローン、ヘーマー、ノイエンラーデ、ヴェルドール、リューデンシャイト、シャルクスミューレと境を接している。

### 市の構成
アルテナ市は、ダール市区、エーヴィングゼン市区、ラーメデ市区および内市街からなる。内市街は1969年以前の旧アルテナ市で、アルトシュタット（旧市街）、ネッテンシャイト、ブライテンハーゲンに分けられる。

### 動植物
動植物の種類が少ないハインジムゼン＝ロートブーヒェンヴェルダー（直訳: スズメノヤリとヨーロッパブナの森）が市域内の自然の植生の大部分を占めている。いくつかの谷の斜面（たとえばネッテタールのギールスハーゲンなど）には、かつての林業の痕跡が遺されている。小川の谷間には、ヨーロッパハンノキやセイヨウシデからなる小さな拠水林が見られる。トウヒやトガサワラの植林も広く行われている。2007年の暴風雨キリルの後、多くの倒木地が草花（アカバナ）で覆われた。植林がなされていないこれらの土地には、カバノキやセイヨウニワトコが徐々に生えてきている。小さな谷間の植林がなされていない草地では、ところどころにキクザキリュウキンカ、ヤブイチゲ、プリムラ・エラティオールなどの印象深い群生が見られる。石灰岩のレンズ状層（たとえば、グリューネヴィーゼ）には、酸で風化した周囲の地盤よりも植物種が多い。ここでは、ネオティア・オバタやアオスズランといった典型的な石灰質を好む植物が見られる。
多くの小川の谷が刻まれたアルテナのブナの森は、数多くのファイアサラマンダーの棲息地である。ミヤマイモリやヒラユビイモリは、淀んだ水に棲息する。アルテナの鳥類相は、森林を好む種に支配されており、合計5種類のキツツキが定期的に観察されている。カワガラスはラーメデタールに定住しており、レネタールには冬になるとカワアイサがスカンジナビアから渡ってくる。

## 歴史

### 概要
アルテナ市は、12世紀に建設された同名の城の麓に築かれた。この城はベルク伯家の傍流が建設したもので、この家系はその後アルテナ伯、後にはマルク伯を名乗った。城の命名の由来は現在明かではない。ゲルマン以前の川の名前に由来するという説がある。ブラバントの「アルテナ」地方もこれに由来するというものである。アルテナという語は中低ドイツ語の all te na から成立した可能性がある。アルンスベルク伯はこの城の場所を all zu nah（近すぎる）と考えていた。
マルク伯エンゲルベルト3世は1367年12月20日にアルテナに自由権を授けた。アルテナ城は1392年まで伯の一族の本城であり続けたが、早くも1198年から大部分をハム近郊の居館で過ごしていた。この地域は、1609年にブランデンブルク選帝侯領となった。1753年10月3日からマルク伯領の4つの郡の1つとしてアルテナ郡が設けられた。アルテナは1794年に名目上の都市となったが、都市権は授けられなかった。
ティルジットの和約以後、この街と伯領全域はフランス支配下のベルク大公国に組み込まれた。1815年、ウィーン会議の決議に基づき伯領はプロイセンに返還され、新たに設けられたアルンスベルク県に編入され、現在もアルンスベルク行政管区に属している。第二次世界大戦の間、アルテナには親衛隊教育部隊を含む多くの部隊が駐屯した。
20世紀前半に、ネッテタールを通り、エーヴィングゼン/ダーレを経由して、イーメルトおよびヴェスティヒ/ヘーマーへ通じるイーザーローン郡鉄道が開通した。さらに、ラーメデタールを通ってリューデンシャイトに至るアルテナ郡鉄道も開通したが、1961年に廃止された。レネタールを通る幹線だけが存続している。
1969年1月1日にアルテナ郡とそれまで郡独立市であったリューデンシャイトが合併してリューデンシャイト郡が成立した。これに伴い、アルテナはダーレ、エーヴィングゼン、ラーメデタール、グリューネヴィーゼ、ナハロート＝ヴィプリングヴェルデの一部を合併し、大きく拡大した。1975年1月1日にリューデンシャイト郡、イーザーローン郡、郡独立市のイーザーローン市が合併してメルキッシャー郡が形成された。郡の文化局、社会局、および健康保健局支所がアルテナのビスマルク通りにオフィスを構えた。
2015年のドイツへの難民危機の際、アルテナは全国紙の見出しとなった。この街は定められた割り当てである270人に加え、自主的にさらに100人の難民を受け容れたことから、ヴェルト紙はアルテナを「Mutbürgerの首都」と呼んだ。2015年10月3日、2組の難民家族が住む建物が放火された。多世帯住宅の屋根裏から煙を噴き上げた火災はすぐに消し止められ、大きな被害は生じなかった。2人組の犯人が逮捕された。この街に登録された保護手続き下にある難民に対するケアにより、2017年5月にこの街に「国民統合賞」が授与された。市長のアンドレアス・ホルシュタインは2017年11月27日にナイフによる襲撃を受けた。

### 1942年までのユダヤ人の歴史
現在判っているアルテナに住んだ最も古いユダヤ人の名前は、1586年11月11日の財産目録に記録されている Urias である。1738年の住民リストには、サムソン・レーフィとヘルツ・マイヤーの家族として8人および5人の名前が記録されている。1740/1741年には4家族約22人が住んでいた。1740年頃の住民記録台帳から、多くのユダヤ人が小売店を営んでおり、そのうちの1人が肉屋であったことが判っている。1845年10月に、すべてのユダヤ系住民に対して、それまでユダヤ人が名乗ってこなかった名字を名乗るよう命令が下された。アルテナでは23家族がこれに該当した。1900年には約100人いたユダヤ系住民は、1925年には40人になっていた。1932年には23人、1939年には20人になった。
アルテナ城と向かい合う、現在のアム・グリューネン・ヴェーゲにあるユダヤ人墓地も、おそらく1780年頃に初めて使われた。この墓地に関する現存する最も古い記録は1829年の登記簿で、「Juden Wege」（直訳: ユダヤ人通り）と書かれている。この墓地は1930年までアルテナのユダヤ人の墓所として用いられ、現在もダビデの星を掲げた錬鉄製の門が遺されている。ここには約55基の墓があるが、墓石の銘はその多くが判読不能となっている。いくつかはヘブライ語とドイツ語で記されている。
1935年のニュルンベルク法の発布により、ユダヤ人の立場は突然変わった。アルテナにおいても、ユダヤ人商店やシナゴーグに対する排斥運動が起こった。織物商人、男性服仕立て職人、大型店の店主、肉屋、その他の人々が、キルヒ通り、レネ通り、ネッテ通りに店を構えて長年住民の間に溶け込んでいた。ジークムント・ハイネマンの店（後のベーラー百貨店）は、他の店舗と同じように破壊の目標にされた。シナゴーグは、他の多くの街のように放火されることはなかったが、制服を着た突撃隊員たちに酷く荒らされた。目撃者の証言によれば、トーラーの巻物が焼かれ、アルテナのいくつかの物品が保管のために城塞博物館に運ばれた。残ったものは、砕かれ、毀損された。建物には最後に残ったユダヤ人が住んでいたが、1942年にドルトムント経由で強制収容所に移送された。
礼拝所（イディッシュ語: Shtibel）に関する文献上の証拠は、トロンペーターという名前の市長によって作成された。これによれば、その礼拝所は1778年に、現在は不明の場所にあった。また、30年間賃貸しされた後1808年に購入されたという最初のシナゴーグの場所も判っていない。最初のシナゴーグの使用は時期的に墓地と一致しているように思われる。2つのめのシナゴーグは、1828年/1829年から街の中心部、キルヒ通りにあった。このシナゴーグは、ポツダムのプロイセン宮廷からの政令により「vom Heedesche Wohnhaus」とする認可を得た。その後この建物には映画館「セントラル・シアター」が入居した。1980年頃に解体された後、現在ここには大規模ファッションビルと向かい合う駐車場が建設されている。3つのめのシナゴーグは1914年に獲得され、現存し現在もシナゴーグが建つているフリッツ＝トメー通り17番地（旧シュロス通り）の住居にあった。当時アルテナには11家族のユダヤ人が住んでいた。中断はあったものの、雇用された教師がいる学校もシナゴーグに属していた。教師がいない期間子供たちは、街のキリスト教系の学校に振り分けられた。振り分けられた学校は、後に1914年からシナゴーグの向かいに位置することになる高等女学校（現在は、ドイツ針金博物館）や、青年ギムナジウム（現在のブルク＝ギムナジウム）であった。

## 住民

### 人口推移
以下の表に、それぞれ12月31日時点の人口を示す。

アルテナ市の人口推移

アルテナは特に大きな人口の変動を経験した。それは早くも1970年代のオイルショックに基づくものであったが、徐々に進行する金属産業の衰退に特に大きな影響を受けている。1990年から2005年までに市の人口は 15 % の減少を記録した。アルテナはこれにより、最も急速に人口が減少した自治体としてノルトライン＝ヴェストファーレン州の中でも特別な位置に置かれ、ベルテルスマン財団により「ノイエス・アルテルン・イン・デア・シュタット」 (NAIS) プロジェクトのパイロット都市に選ばれた。このプロジェクトでは、人口動態にかかわらず街が生活の質を維持することを支援することを目的とした。これにより、居住状況、健康増進、あるいは市民運動への参加不足などといった問題の改善が試みられた。このプロジェクトは2006年から2008年に実施された。2006年には、60歳以上がアルテナ住民の 28.3 % を占めていた。このプロジェクトによりアルテナ市は、2008年6月に、NRW-銀行とノルトライン＝ヴェストファーレン州内務省が選ぶイノベーティブな自治体のための NRW-賞を受賞した。徹底的な緊縮政策と人員整理、さらに市民の社会運動参加の大幅な増加によってこの自治体は注目を浴びた。アルテナは、EU内の他の8つの自治体とともにEU-地域振興の URBACTプロジェクトに参加した。空き家状態を解消し、「死んだ街」のイメージを変えるために、ポップアップストアの奨励などが試みられている。

### 宗教

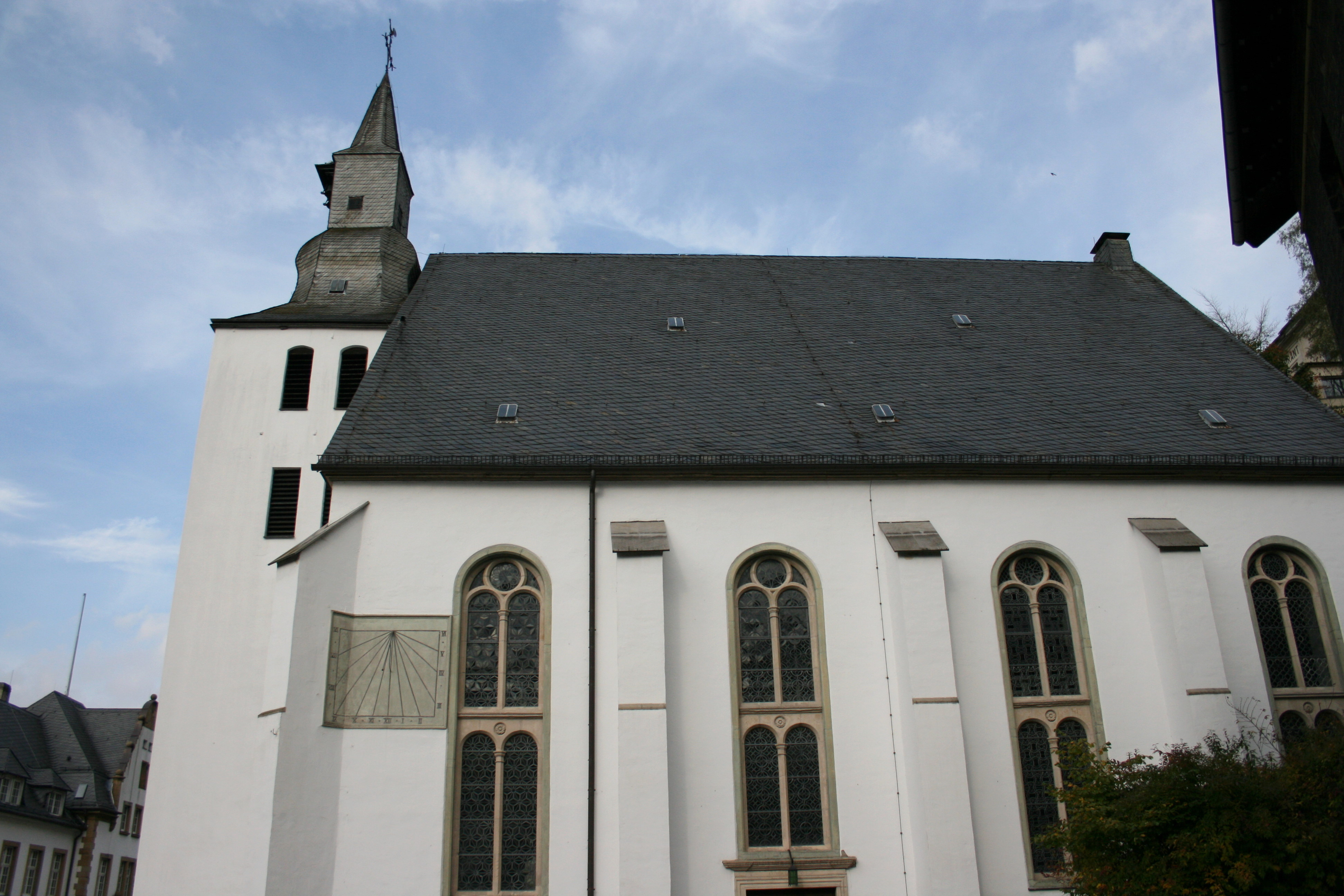
アルテナの福音主義ルター教会

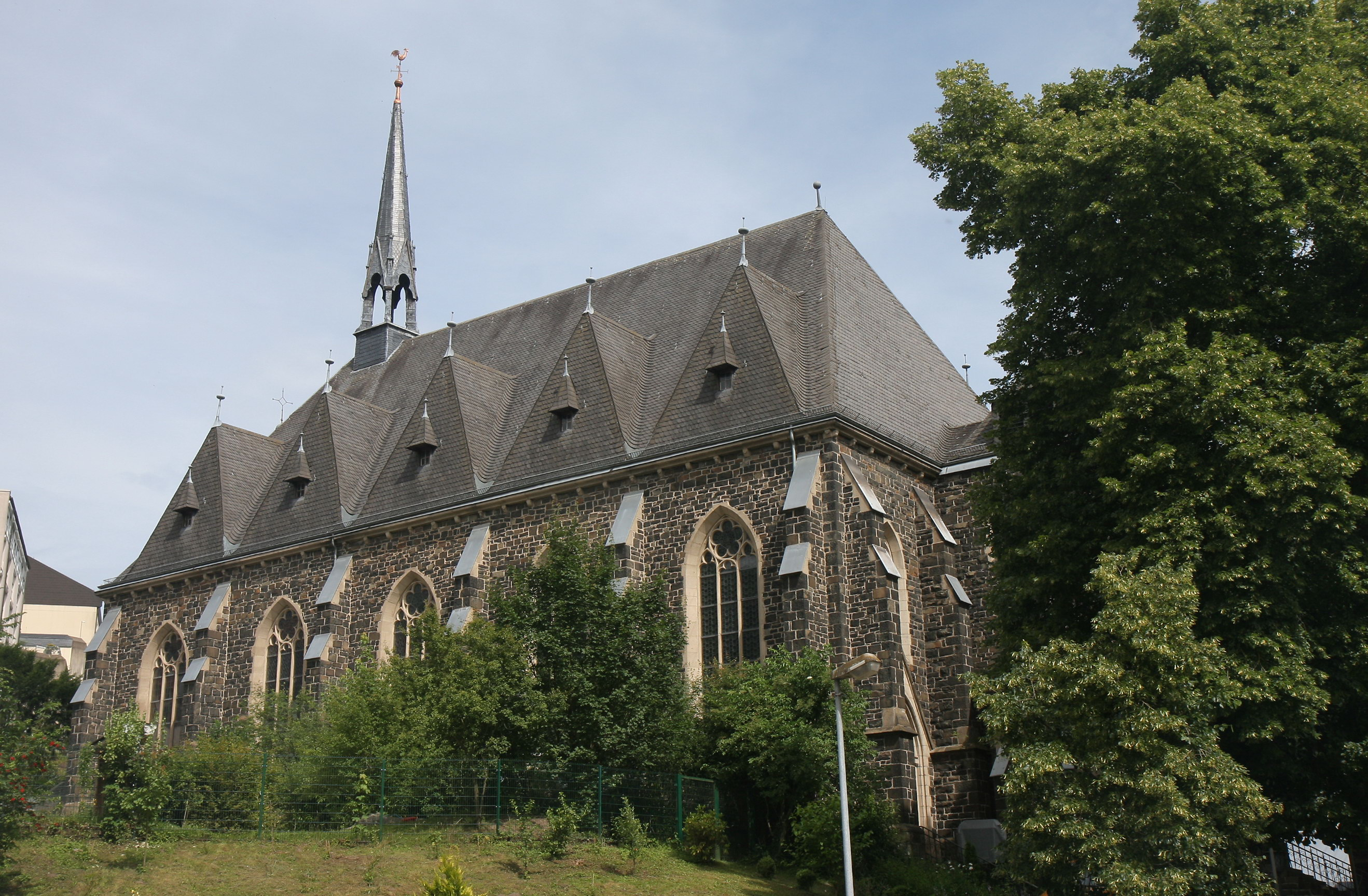
アルテナのカトリック聖マテウス教会

住民の 47 % がプロテスタント、23 % がカトリック、その他の 30 % がその他の宗教または無宗教である（2005年12月31日現在）。カトリックの5つの教会のうち3つと、2つの福音主義教会が、街の人口動態の影響で閉鎖された。
ヴェストファーレン福音主義教会には4つの教会が属している。
- 1318年に聖カタリーナ教会として建設され、宗教改革後ルター教会と改名されたアルテナ中核市区の教会、アン・デア・キルヒェ 2 および 4番地。
- アルテナ＝ラーメデのフリードリヒス教会、アム・シュトッケイ 8番地。
- アルテナ＝エーヴィングゼンの教会、アウフ・デム・カンプ 2番地。
- アルテナ＝ミューレンドルフの教会、ブルーメン通り 43番地。
- アルテナ＝ダーレの教会、ハーゼンカンプ通り 13番地。この教会は1777年に創設され、福音主義改革派教会および敬虔主義＝モラヴィア教会の伝統によっている[19]。

ローマ＝カトリック教会は2箇所が存続している。
- 聖マテウス教会、この教区は1784年に設立された。
- 幼子イエスの聖テレージア教会、1929年創設。

福音主義自由協会連盟には、アルテナの4つの組織が加盟している。福音主義自由教会バプテスト教団、アルテナ＝ダーレの福音主義自由教会兄弟団、アルテナ＝ミューレンラーメデの自由福音主義教会、セブンスデー・アドベンチスト教会である。セブンスデー・アドベンチスト教会はミューレンラーメデ地区にベルクハイム・ミューレンラーメデと呼ばれる保養・宿泊施設を有している。これらと別にアルテナ＝エーヴィングゼンの福音主義自由教会がある。この教会は兄弟団運動に加わっている。
セルビア正教会組織は、聖シメオン Myrrhenspendenden 教会に集結する。この教会は、アルテナ＝ティーアガルテンのグラーフ＝エーバーハルト通り 1番地にある。この建物は、廃止されたローマ＝カトリックのイエスの平和教会であった。
コプト正教会は2017年末に、2008年に廃止された改革派の内市街教会を引き継いだ。
新使徒教会は、ハルデンベルク通り9番地にある。この建物は1984年に完成した。
さらに DITIBの Mevlana モスクがリューデンシャイダー通り 28番地にある。

## 行政

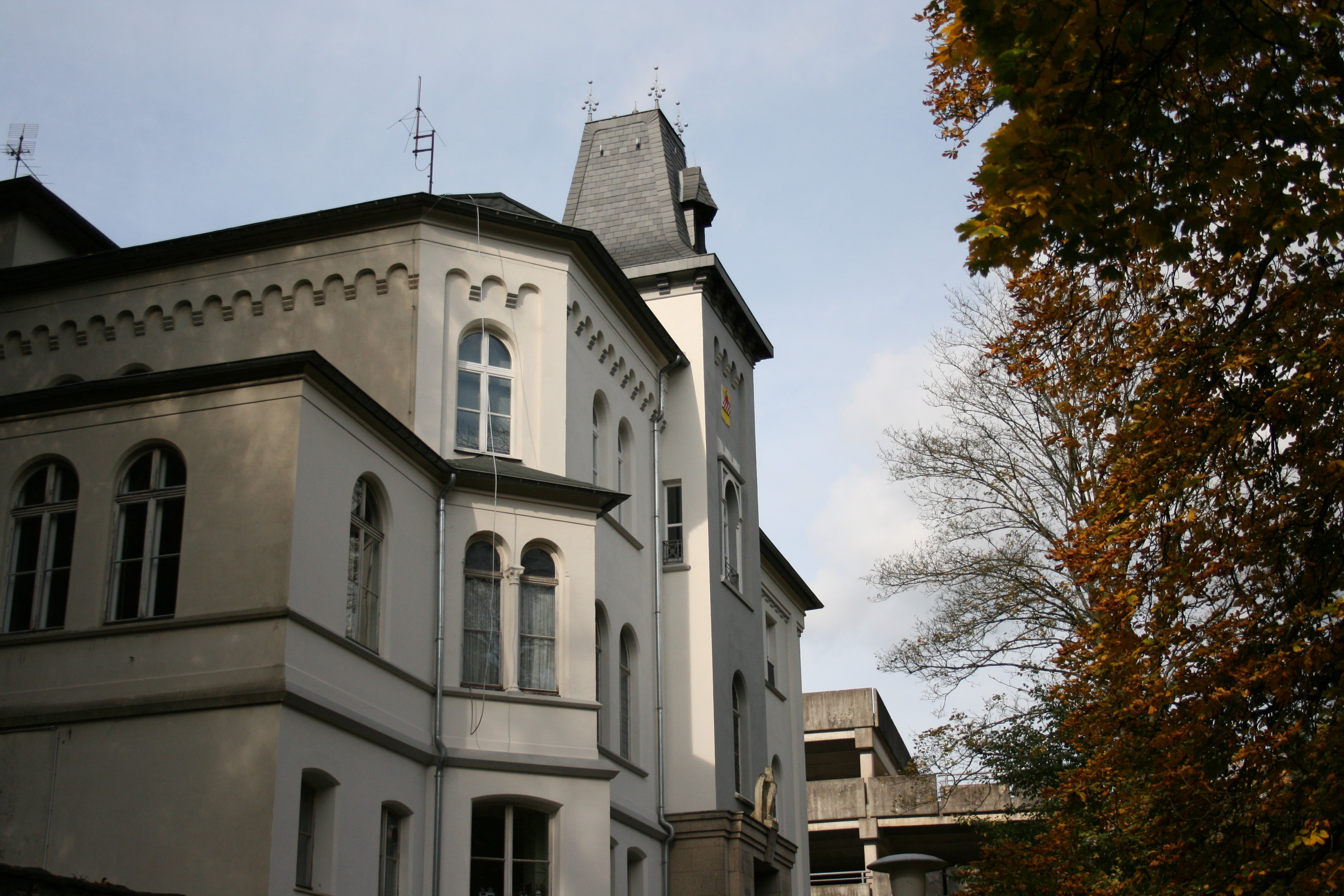
アルテナ市の市庁舎

### 市議会
アルテナ市の市議会は、32議席からなる。

### 首長
第二次世界大戦後の市長を列記する。
- 1945年4月16日 - 1945年8月7日: フリッツ・ベルク
- 1945年8月7日 - 1946年3月15日: フリードリヒ・ハイネ
- 1936年9月15日 - 1952年11月9日: ヘルマン・フォス
- 1952年11月21日 - 1956年10月28日: グスタフ・トラッペ
- 1956年11月9日 - 1957年1月2日: ヘルマン・フォス
- 1957年1月29日 - 1961年3月19日: ハインリヒ・マルクス
- 1961年3月29日 - 1969年3月23日: グスタフ・トラッペ
- 1969年4月1日 - 1970年4月27日: フリートヘルム・ハルフマイアー (SPD)
- 1970年4月27日 - 1999年9月12日: ギュンター・トプマン (SPD)
- 1999年9月12日 - 2020年10月31日: アンドレアス・ホルシュタイン (CDU)
- 2020年11月1日 - : ウーヴェ・コーバー (CDU)

### 紋章
図柄: 金地で、紋章下部に配置された赤と白で構成された三層の市松模様の帯から現れる、紋章上部からに達する銀色の光輪を背負い、金色の冠を被ったブロンドの髪の聖人。聖人は自然な色で彩色されている。赤い衣服に銀の帯を締め、青いマントを着ている。右手には銀の剣を持ち、銀の刃がついた赤い刑罰用の輪の上部に左手を置いている。
解説: アルテナ市の紋章は、上部に聖人で殉教者のアレクサンドリアのカタリナが描かれている。頭には伯の冠を被り、両手に殉教の際の刑具を持っている。下部は、メルクの市松模様の帯である。聖人の図像は、シナイ山の彼女の墓前で誓いを立てたマルク伯エンゲルベルト3世に由来する。

### 姉妹都市
アルテナは以下の都市と姉妹都市関係にある
- ペロンヌ（フランス、ソンム県）1967年4月2日
- ブラックバーン（イギリス、ランカシャー）1972年
  - ブラックバーンはこれ以前にペロンヌと姉妹都市関係にあり、この年に三者間姉妹都市協定に発展した。
- ピンスク（ベラルーシ、ブレスト州）1990年

この他に、アルテナは保護協力関係も結んでいる。その一つが旧シレジアの都市ビストシツァ・クウォツカ（ポーランド、ドルヌィ・シロンスク県、ドイツ名: ハーベルシュヴェルト）である。第二次世界大戦後、数多くのハーベルシュヴェルト住民がアルテナに移り住んだことがその由来である。また、両都市の経済的および地域的関係も、1952年の保護協力関係締結の背景となった。また、アルテナは海軍に同士がいる。1966年に連邦海軍の高速艇「フレットヒェン」と保護協力関係を結んだ。

## 文化と見所
アルテナに本部を置くメルキッシャー郡の文化専門部局は、南ヴェストファーレン文化地域の調整部署を併設している。アルテナ郡には1976年から文化リング・アルテナ e.V. があり、文化行事（たとえば、民俗祭「キャッスル・ゴーズ・ケルティック」など）を運営している。フェライン・ヴェルクシュタット e.V. が若い芸術家を支援し、フェライン・シュタットガレリー e.V. がアルテナの文化展覧会を組織している。

### 博物館・美術館

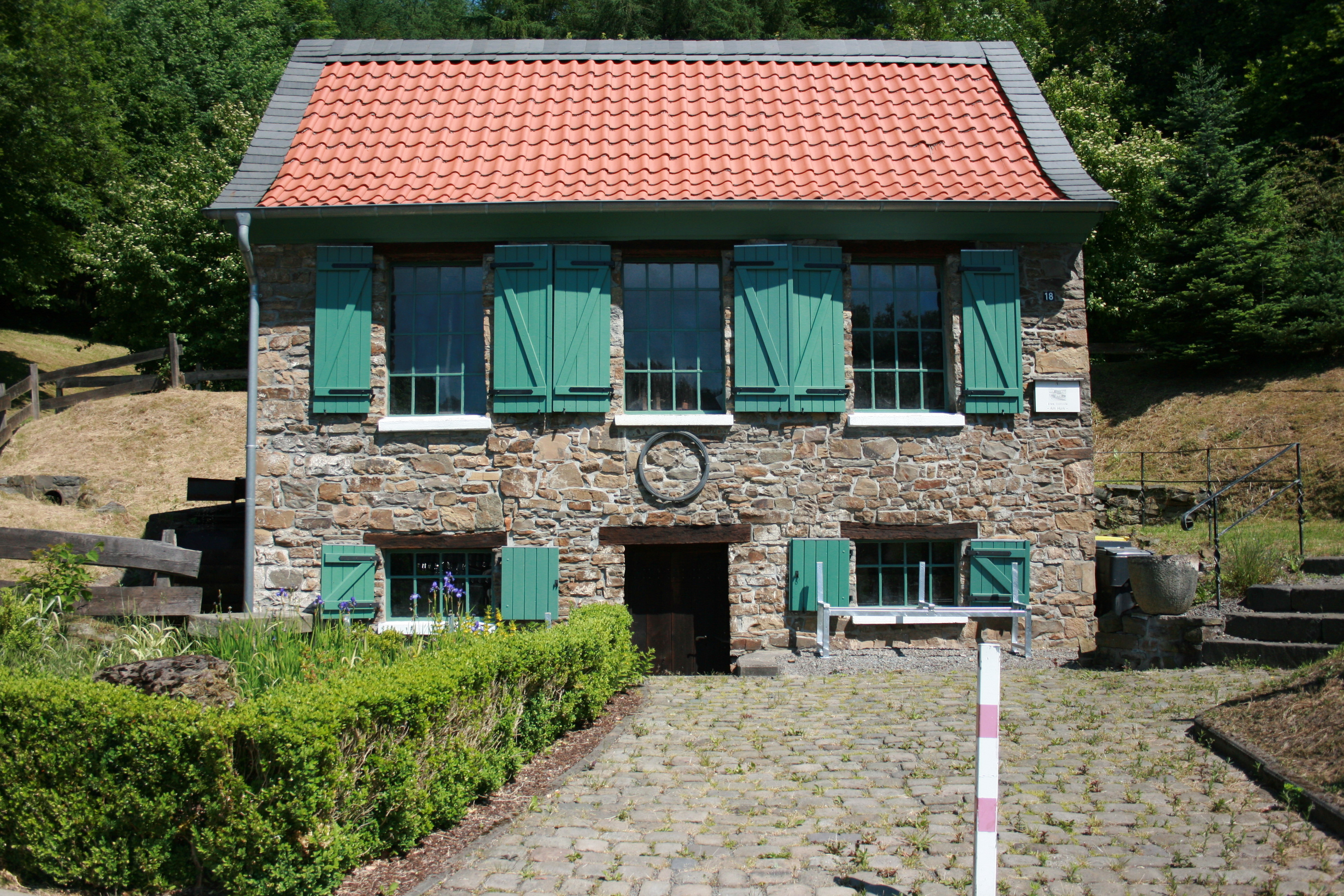
旧針金工場「アム・フルク」

マルク伯博物館、世界ユースホステル博物館、メルキッシェス冶金博物館、ドイツ・ヴァンダー博物館は、そのスペースを統合してアルテナ城博物館を形成している。運営母体はメルキッシャー郡である。
アルテナ体験エレベーターの建設は2012年に始まり、2014年4月26日に開業した。これによりアルテナ城への登りが軽減され、さらにアルテナ体験コーナーでは街や城の歴史がマルチメディアで紹介される。この観光施設は、組織支援プログラム「レギオナーレ2013」の一環として、主にノルトライン＝ヴェストファーレン州の出資によって建設された。
ドイツ針金博物館は、見学客に針金製造と、この地域におけるその重要性を紹介している。この博物館は世界的にユニークなもので、メルキッシャー郡が運営している。エーヴィングゼン地区においても針金は地域経済にとって重要な役割を担っていた。ここでは旧針金工場「アム・フルク」を見学することができる。
「ケスター＝エムデン館」の市立ギャラリーは1975年に設立され、それ以後現代芸術作品に特化している。この建物は、おそらく1707年に建設されたもので、その名称はアルテナで名高いかつての所有者パウル・ケスター＝エムデンに由来する。

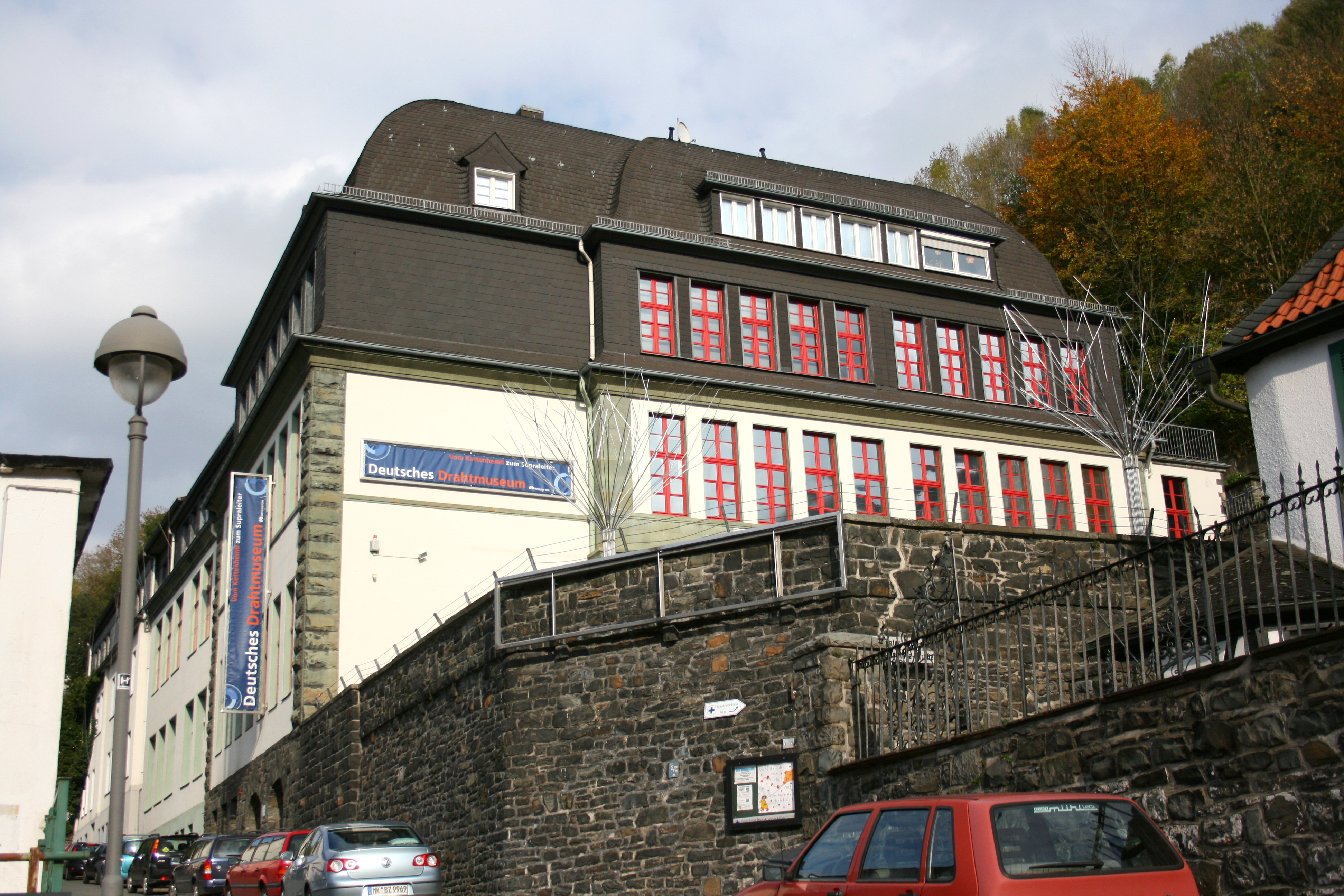
ドイツ針金博物館
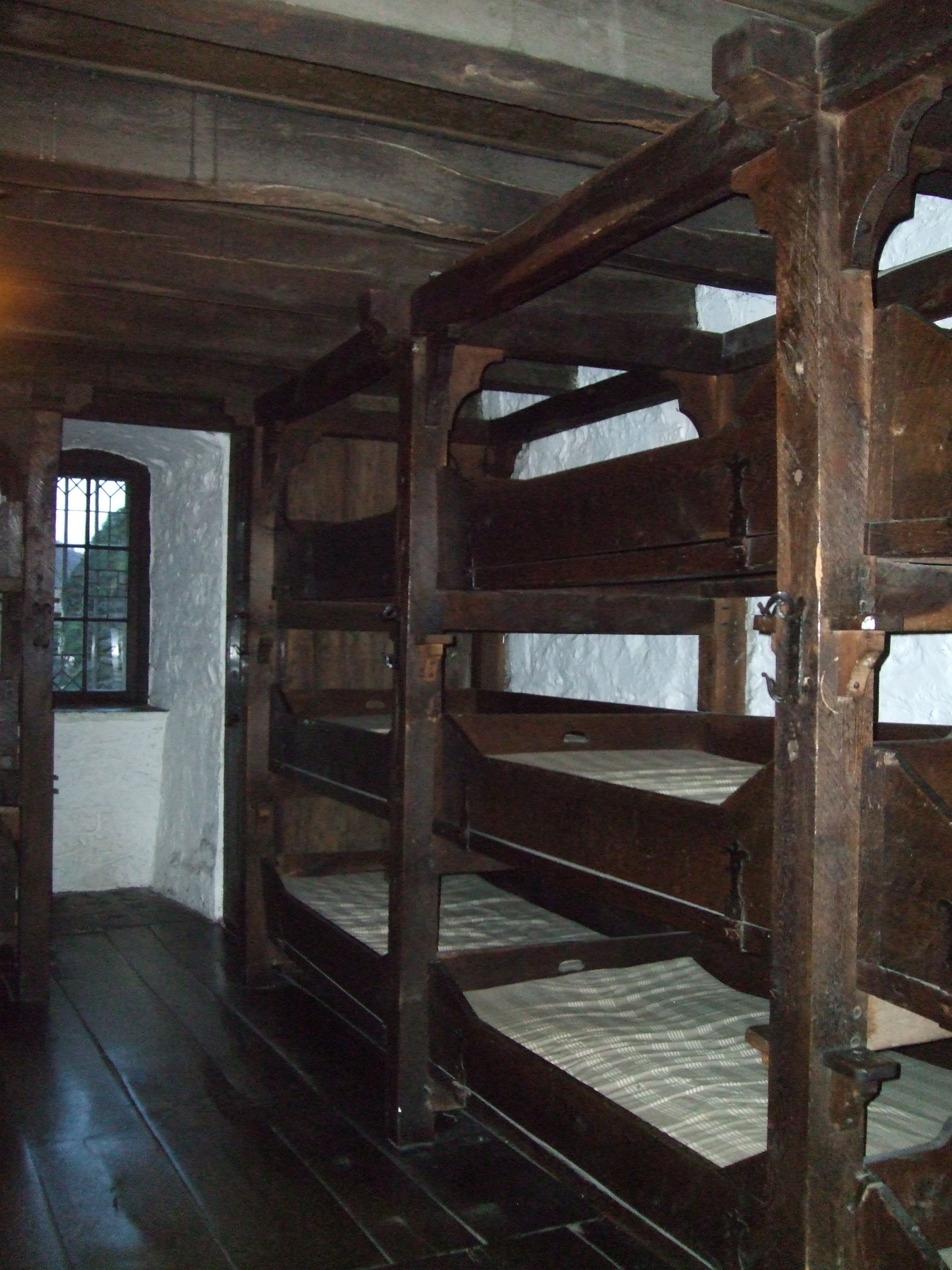
世界ユースホステル博物館
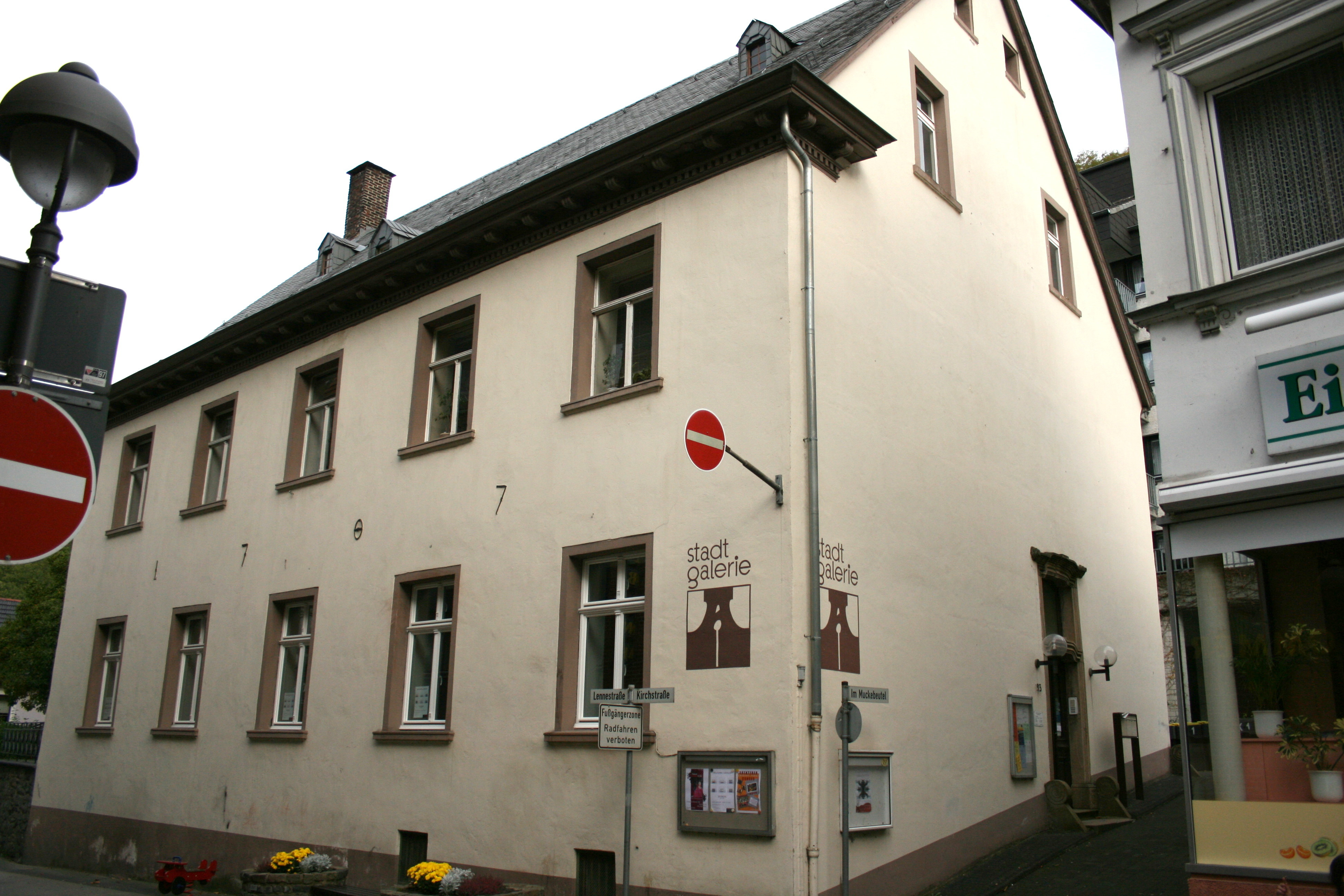
市立ギャラリー

### 建造物

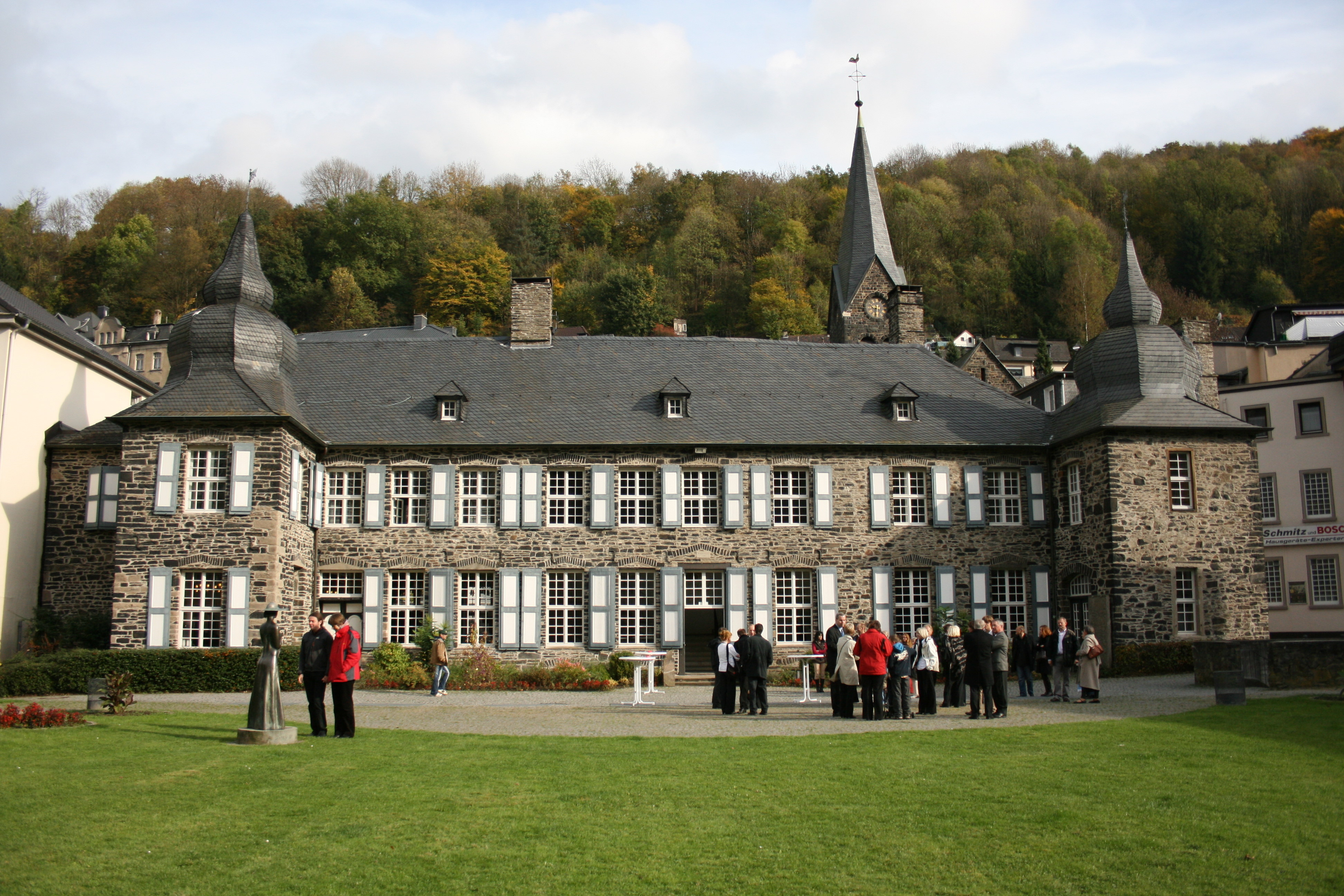
ホルツブリンク城

中世に伯領の首邑であったことからアルテナ市には、12世紀に建設されたアルテナ城はじめ、いくつもの歴史的建造物を見ることができる。アルテナ城は、ほぼ1世紀の間マルク伯の居城であり、18世紀になるまで軍事目的で使用されていた。20世紀初めにリヒャルト・シルマンがアルテナ城に世界初のユースホステルを開業した。
ホルツブリンク城はアルテナの街の中心部にあり、この町で最も古い世俗建造物である。この建物は17世紀半ばに初めて文献に記録され、1970年代から市の所有となっている。現在この城塞風の建物は、式典や集会などのイベント会場として用いられている。この建物の前には整備された庭園がある。

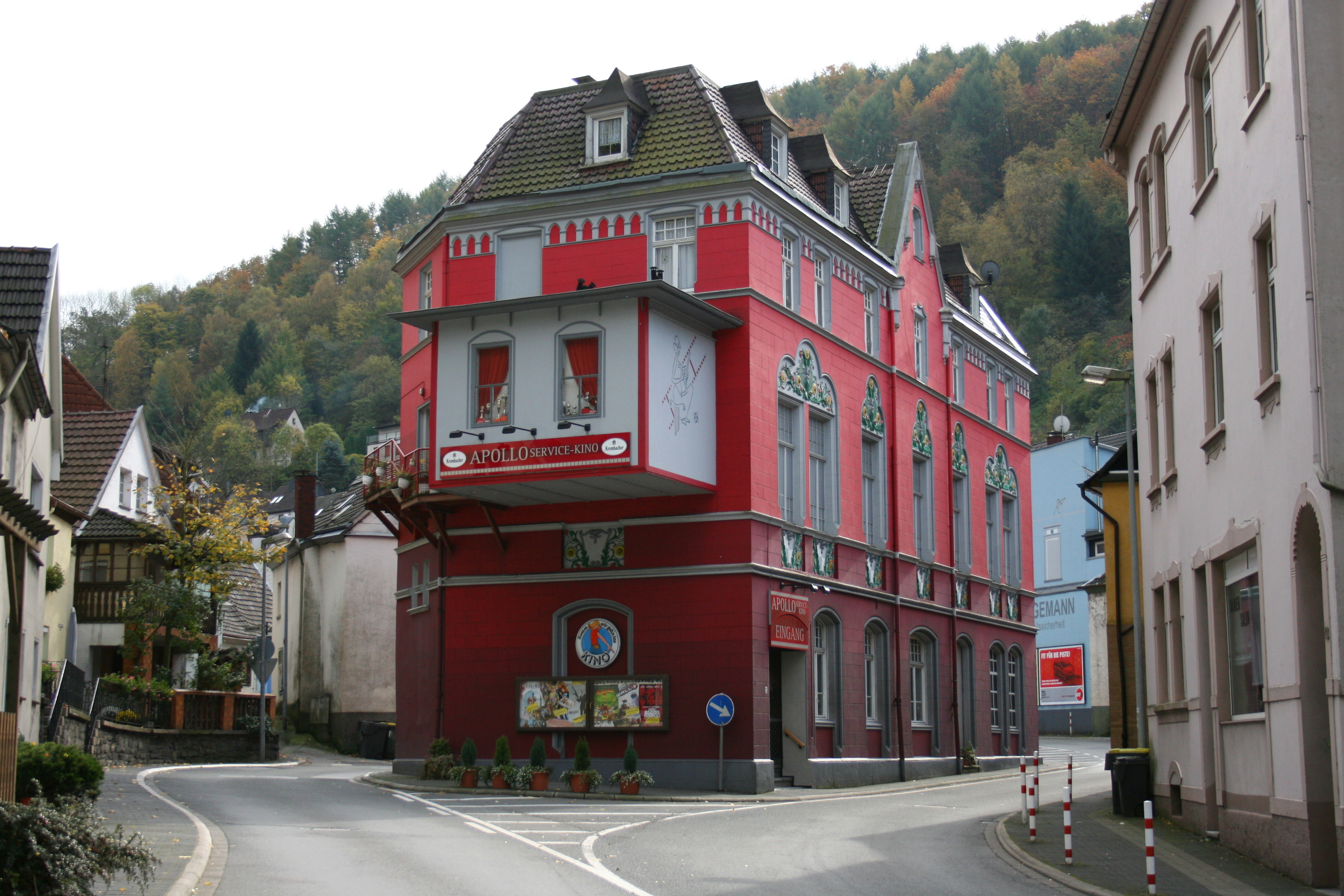
旧銀細工工房「ホレンダー」。現在は映画館「アポロ」。

建物「ホレンダー」は、1901年に建設され、銀細工師の工房として利用された。ここにはオランダ人が出入りしていたため、アルテナ市民はこの古い工房をその後今日まで「ホレンダー」（直訳: オランダ人）の名で呼んでいる。銀細工工房が閉鎖された後には、「ツーム・ホレンダー」という名の旅館となった。この建物は1924年に映画館となり、1930年に初めてトーキーが上映された。1950年代に映画館は「アポロ」という名前になった。この建物は2005年5月3日に保護文化財に指定された。ここは現在まで映画館として利用されている。この建物はネッテ通りの中央に建っている。すぐ隣にはやはり保護文化財に指定されているネッテ通り18番地の建物がある。ここは1724年から食堂「ピリング」として営業している。
聖マテウス教区教会は1896年から1899年に、ドルトムントの建築家ヨハネス・フランツィスクス・クロンプの設計に基づき建設された、ネオゴシック建築の優れた作例である。オランダ出身の施工者は個性的なアクセントとして柱の硬質レンガ部分や迫持をこの教会に装飾としてもたらした。これにより空間建築に特別な明瞭さが得られた。ヴィーデンブリュックの彫刻家および画家（ヴィーデンブリュック派）が制作した3つの祭壇は、完全に保存されている。1996年からリンク＝オルガンの演奏が行われた。このオルガンは、後期ロマン主義様式の前面管に、南ドイツ＝フランス風の音響を持つ。礼拝時以外に、数多くのコンサートが行われている。
レネ川に架かる石橋は、ラーメデタールと街道との連絡を改善するために、1912年に建設された。この橋は中世の橋に替えて架けられたもので、現在は、メルキッシュ道路技術文化財に登録されている。
この他の見応えのある保護文化財建造物として、ミュッケンブルク館がある。また、保護文化財に指定されているアルテナ改革派教会も見応えがある。

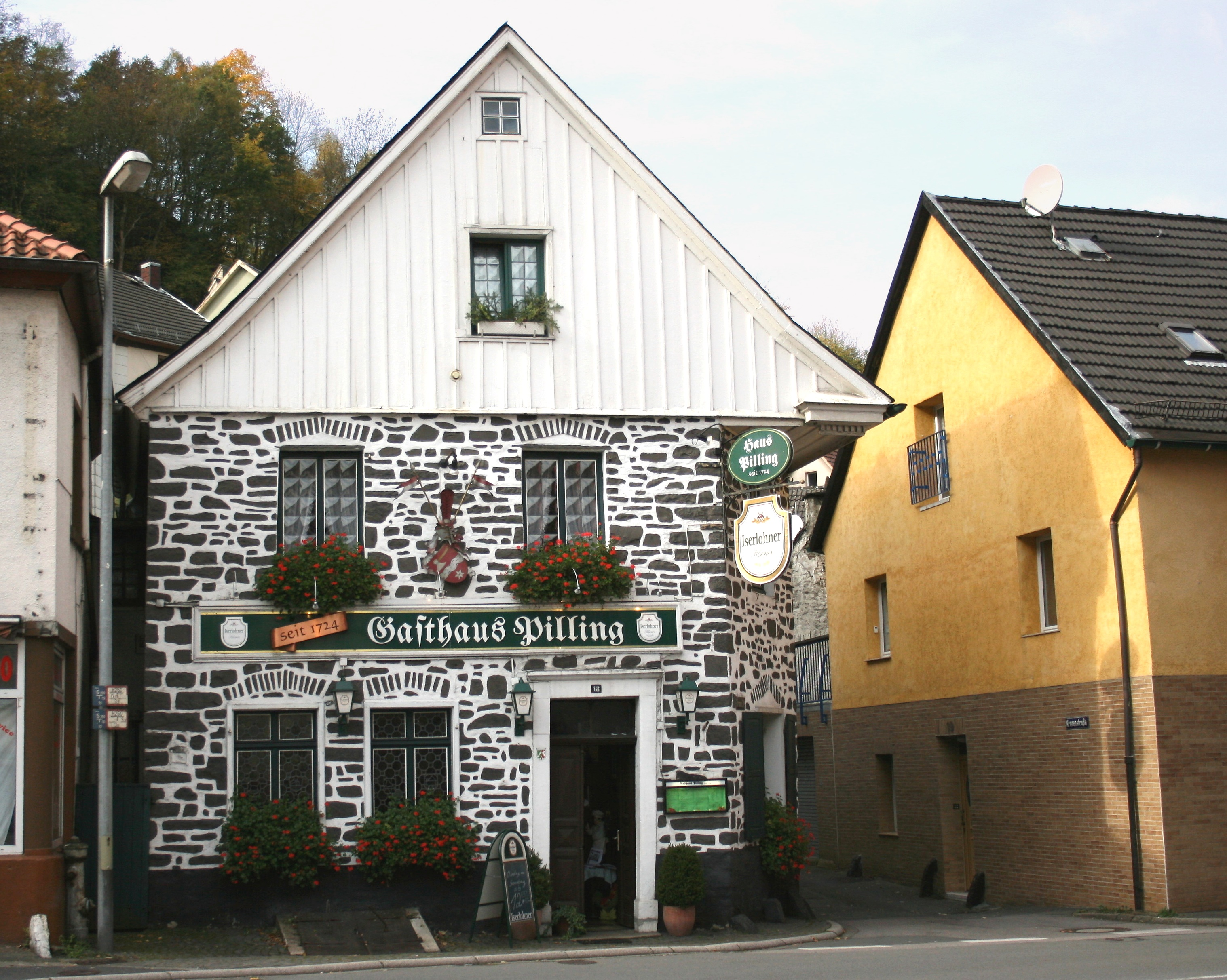
レストラン「ピリング」
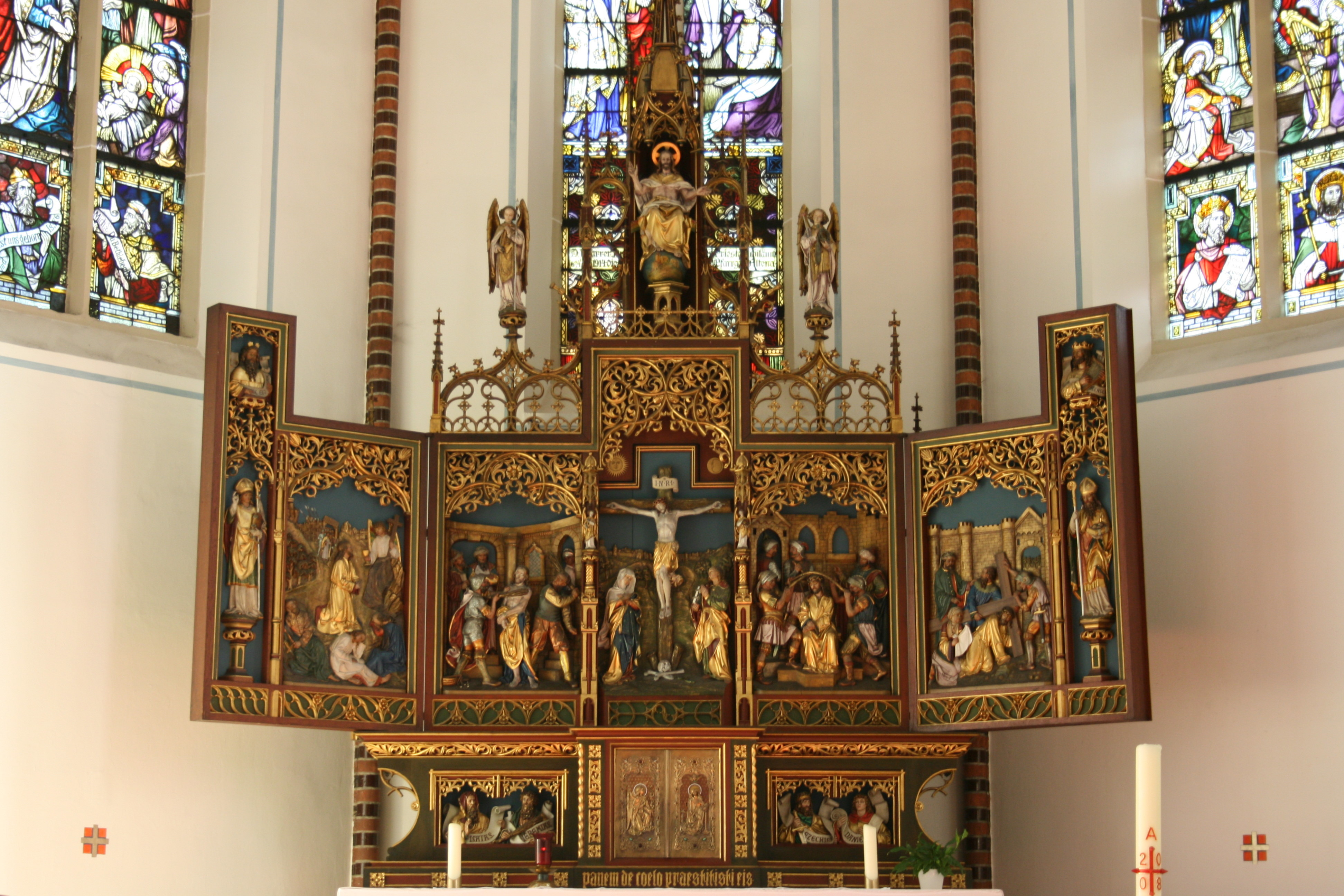
聖マテウス教会の主祭壇
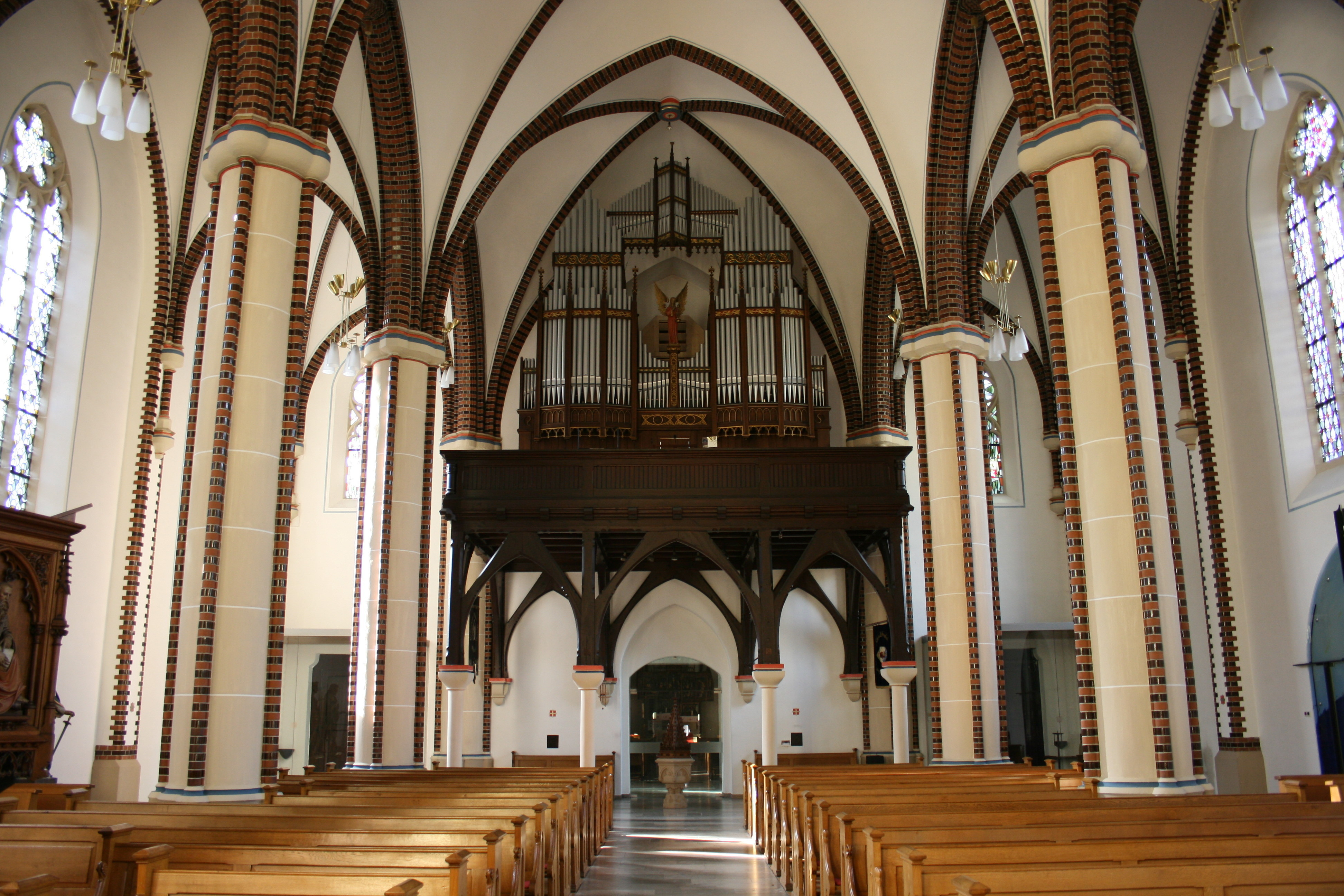
聖マテウス教会のオルガン
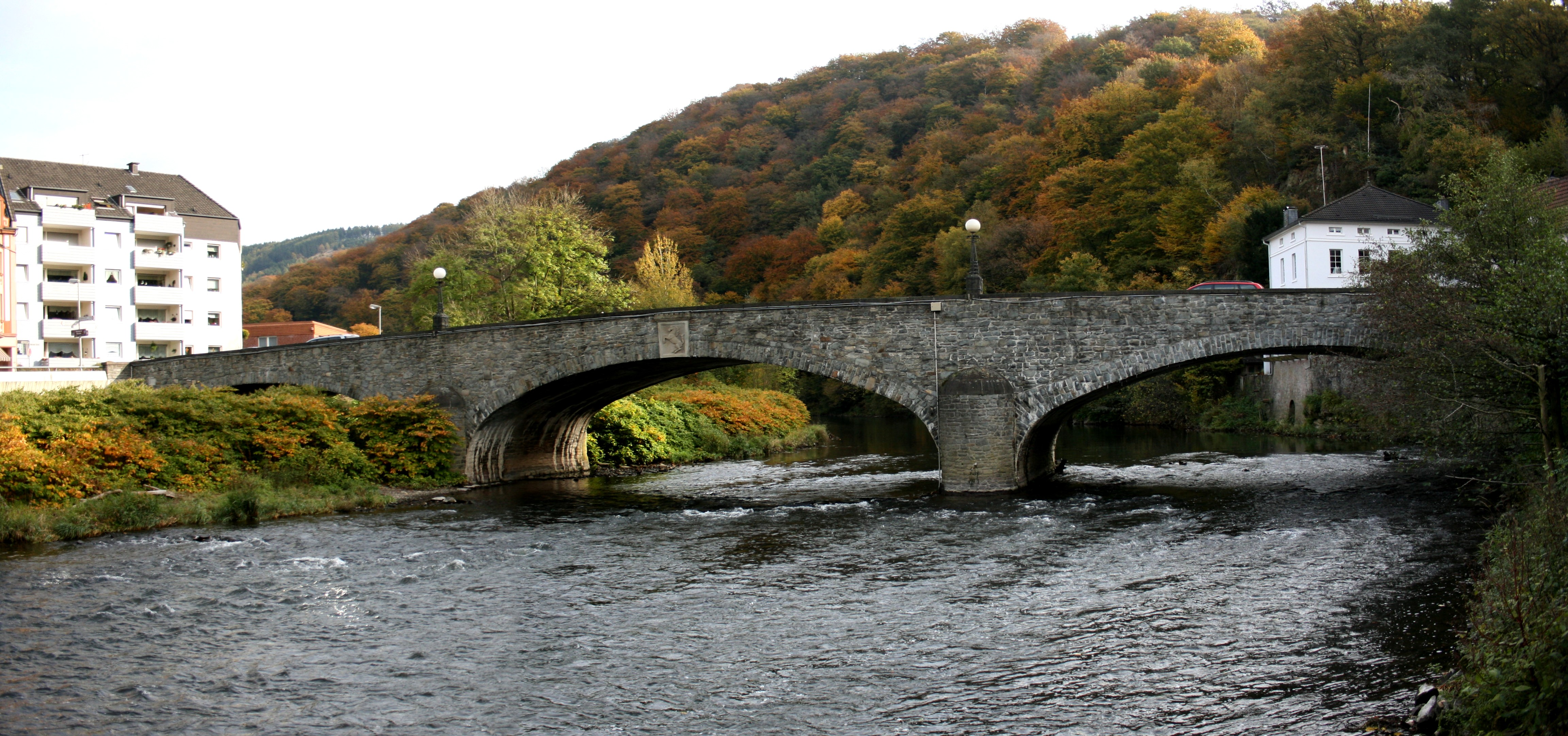
レネ川に架かる石橋
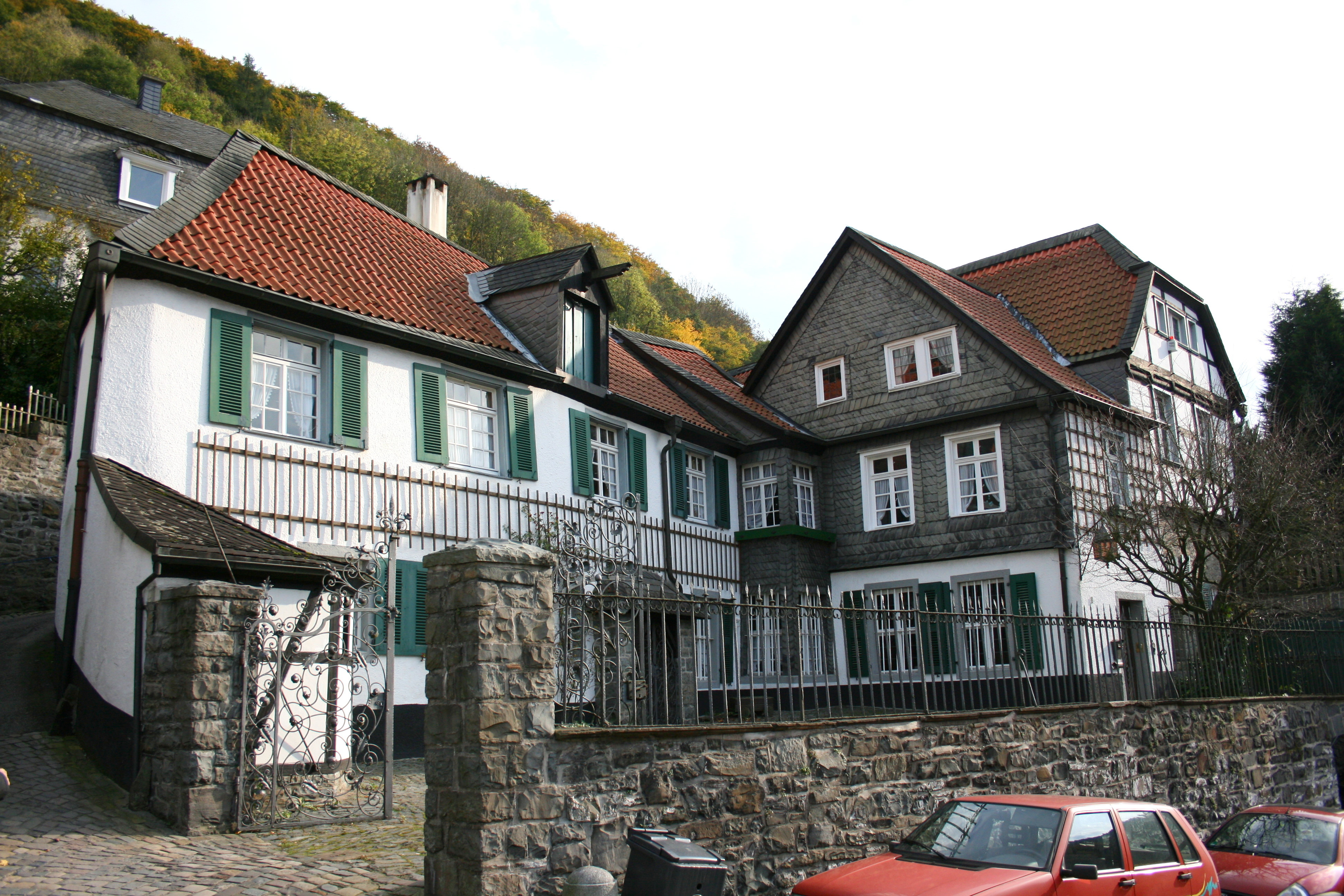
ミュッケンブルク館
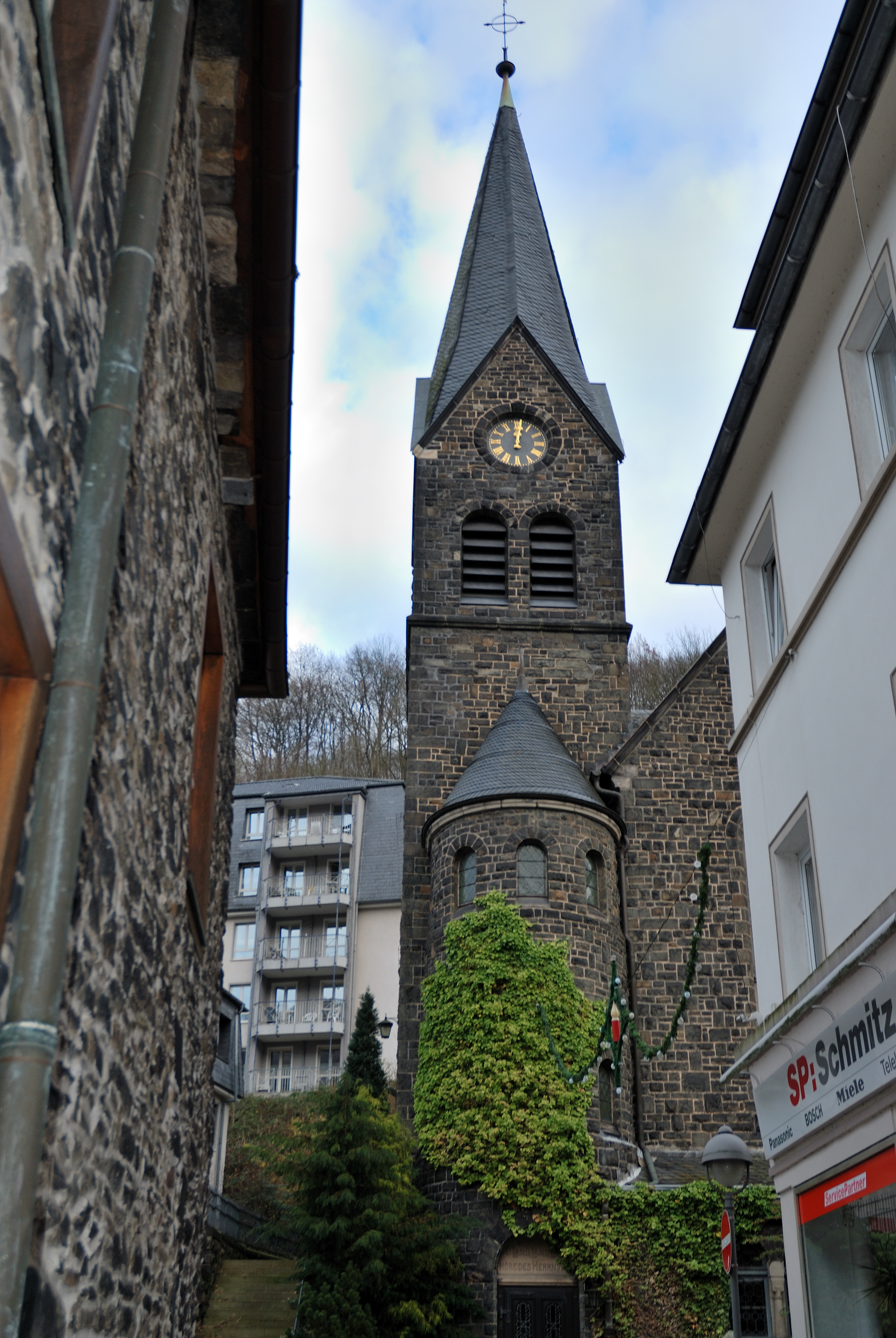
改革派教会の塔

### 自然保護

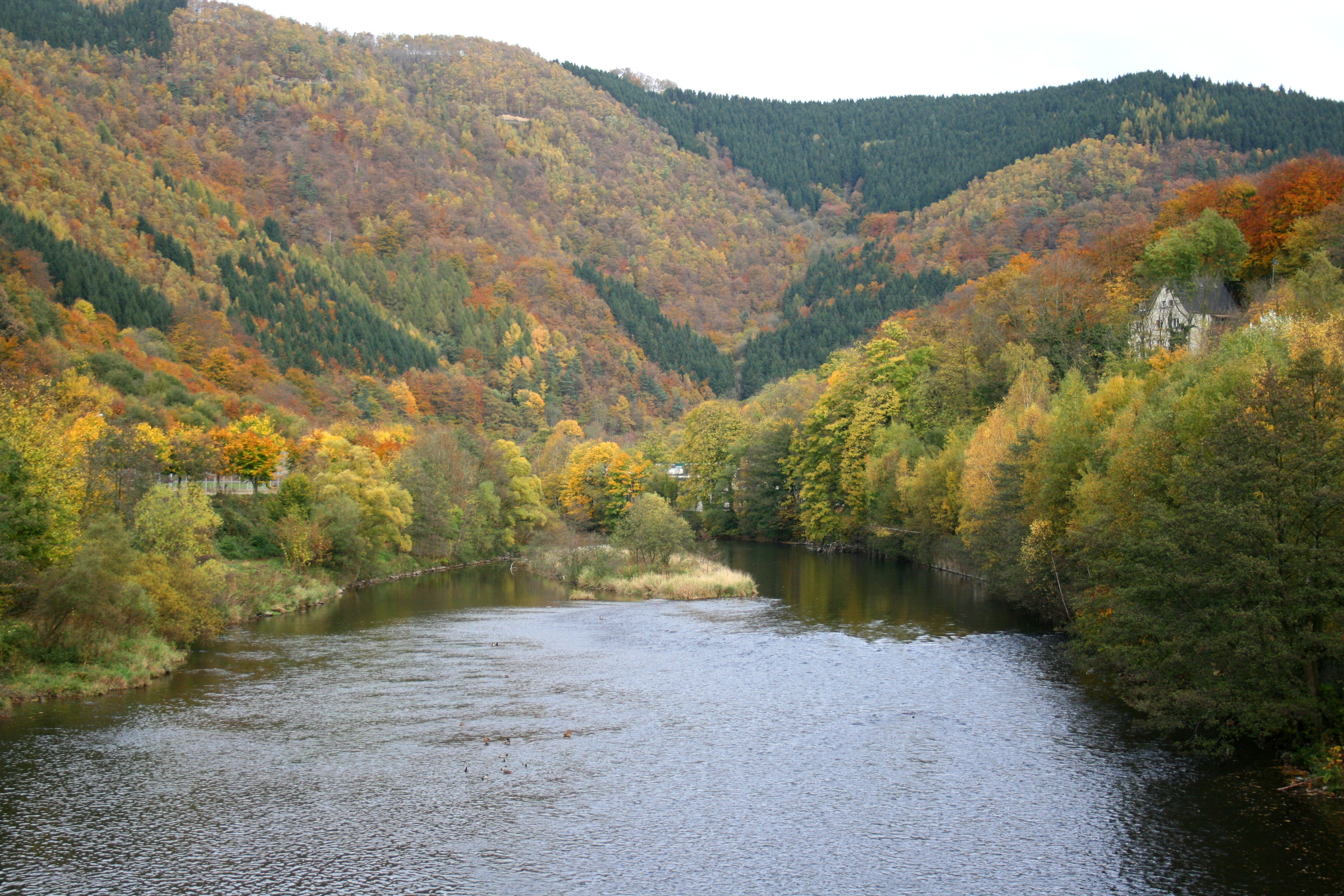
プラークパウル自然保護区を流れるレネ川

本市の市域は、ザウアーラント＝ロタール山地自然公園に属している。住宅地となっている集落地域や建設計画の適用地域以外の場所は、たとえば自然保護区 (NSG) などのより高度の保護地域に指定されていない限り、景観保護区に指定されている。市内には4つの自然保護区がある。ライエンベルク＝ノルトヘレ (19.00 ha)、アウフ・デム・ギーベル (4.87 ha)、プラークパウル (70.00 ha)、ゲスハルトヘーレ (0.50 ha) である。

### スポーツ
この街の有名なスポーツクラブが VfB アルテナである。そのサッカー部門とハンドボール部門は、1970年代と1980年代にオーバーリーガに参加しており、卓球部門は1973年と1976年にドイツマイスターの団体優勝を果たした。この他にアルテナにはボクシングクラブがあるが、その下部組織では合気道や柔道も行われている。
ダーレ地区には、屋内・屋外プールがある。

### 年中行事

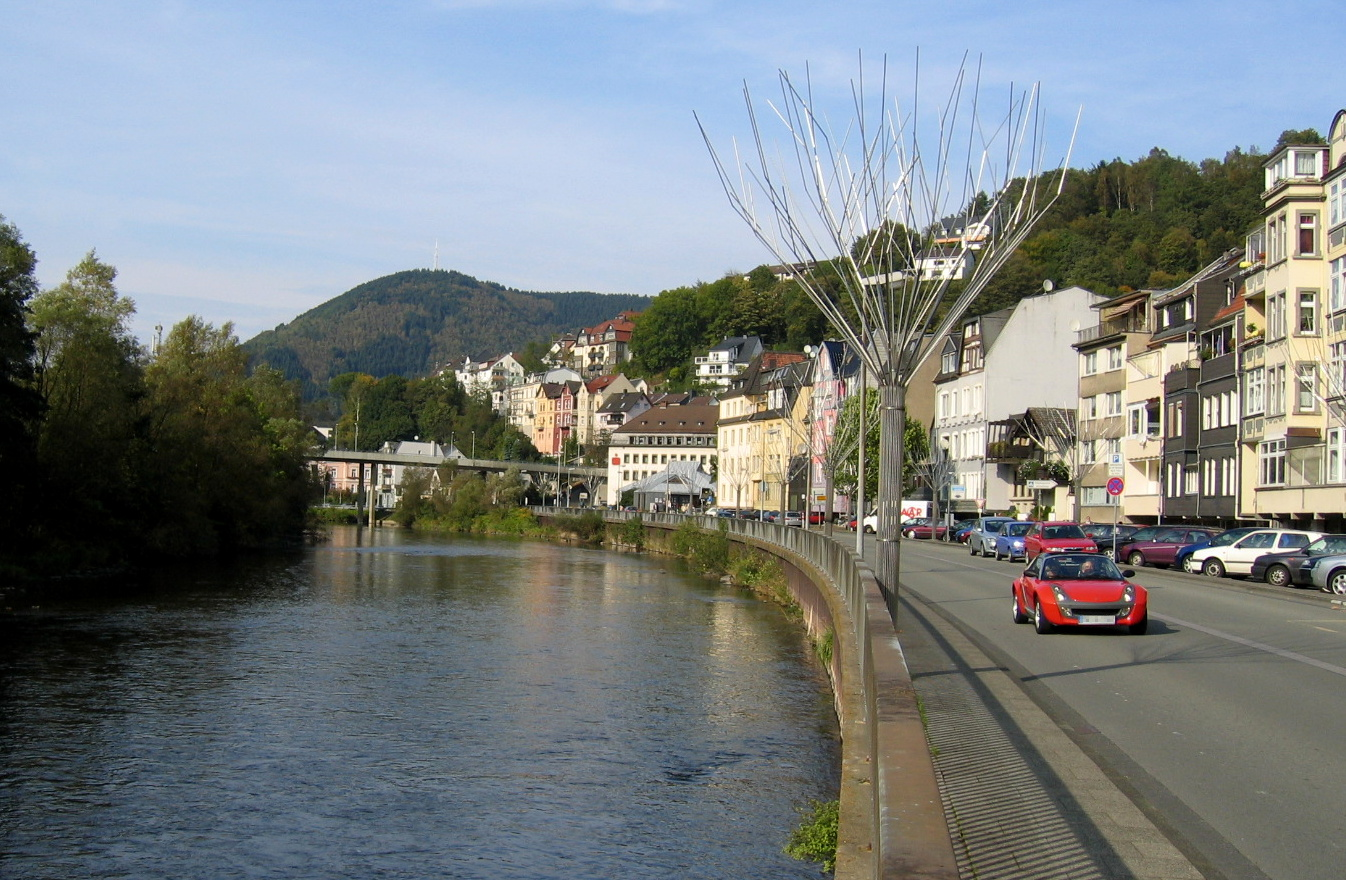
アルテナ中心部レネウーファー通り。中世祭の会場となる。

- 射撃祭（3年ごとにフロンライヒナムで行われる）
- キャッスル・ゴーズ・ケルティック（2年ごとに城で行われる民俗祭）
- 週の市（木曜日の午前中に内市街で、木曜日の午後にダーレ地区で開催される）
- マーク-E-トライアスロン
- アルテナアー・ヴェルベヴォーヒェ（略称: AlWeWo、9月末）
- クリスマスマーケット（第2アドヴェントの週末）[32]
- 市内全域で行われる年の蚤の市（10月3日）
- ツェーガーマルクト（夏、内市街で開催される）
- アルテナの中世祭（8月、レネウーファー通りと城で開催される）

## 経済と社会資本
鉄鉱石、水、木材といった原料が産出することから、この街では工業は古くから最も重要な経済ファクターであった。たとえば、14世紀から軟質の錬鉄であるオーゼムント鉄が生産されていた。これが鉄生産の基盤となった。特に針金が製造され、アーヘンやイギリスへ（さらに縫い針に加工されるために）輸出された。1784年にはアルテナ自身にも針の製造工場が開設された。これ以後、針金製造および金属加工業が重要な産業分野となった。アルテナでは100年間も貨幣が鋳造されていた。D-マルク硬貨の未加工鋳造品もこの街で生産されていた。現在もアルテナには VDM メタルスなどの金属加工業者が存在する。この企業はアルテナでニッケル合金や特殊鋼から板金や棒鋼を製造している。アルテナアー・バウゲゼルシャフトの本社は、1870年の創業以来アルテナにある。

### 交通

#### 鉄道交通

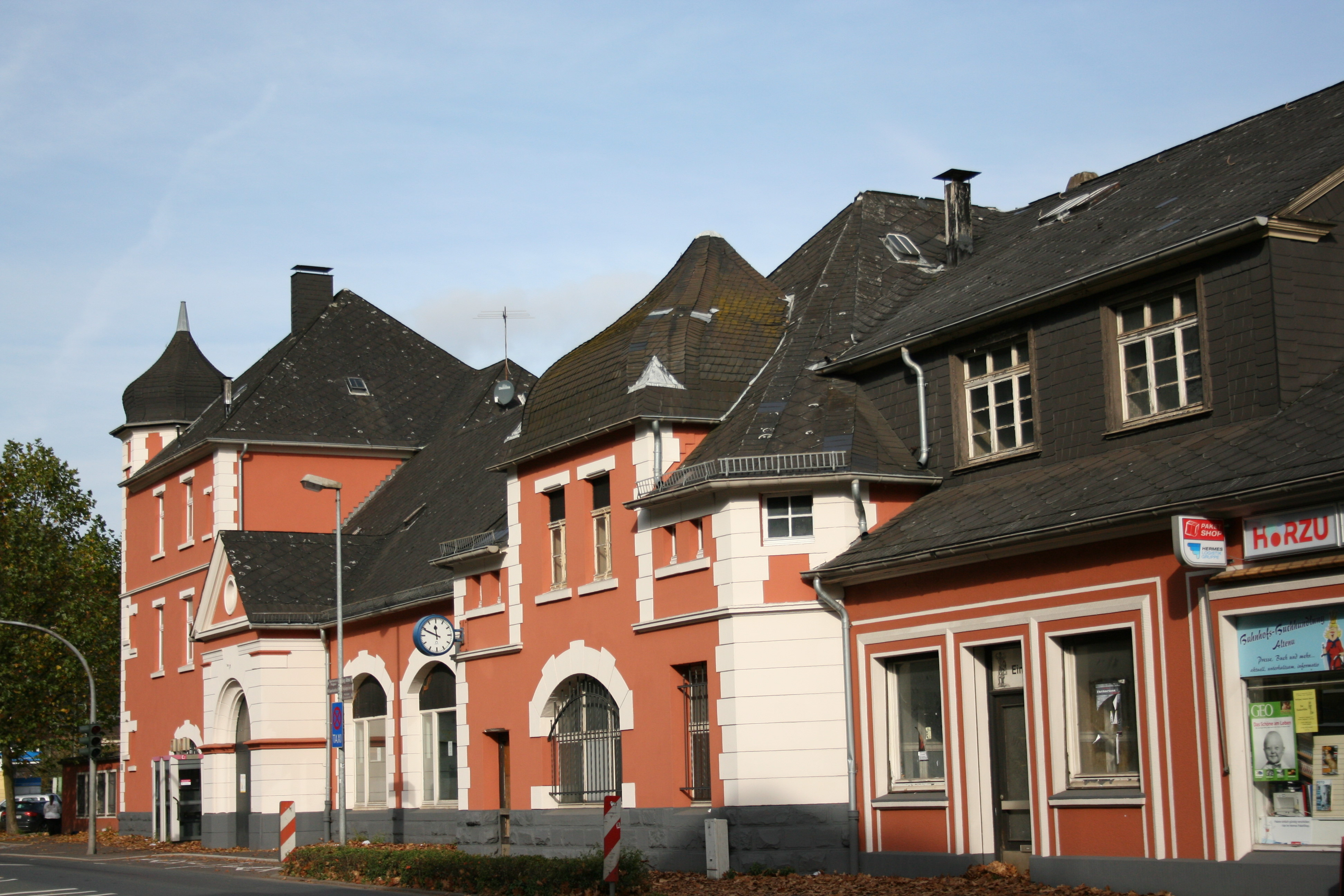
アルテナ駅（2008年）

アルテナ駅はハーゲンからジーゲンに至るルール＝ジーク線の駅である。駅舎は2012年に改築された。

##### イーザーローン郡鉄道とアルテナ鉄道
アルテナには、1961年までアルテナ鉄道 (KAE) の列車が、また1964年まではイーザーローン郡鉄道の列車が運行していた。KAE の駅は、現在のアルテナ駅にあたる州営駅とレネ川との間にあり、旅客列車は州営駅前の道路沿いに停車した。イーザーローン郡鉄道の駅はレネ川の右岸側にあり、橋で州営駅と結ばれていた。

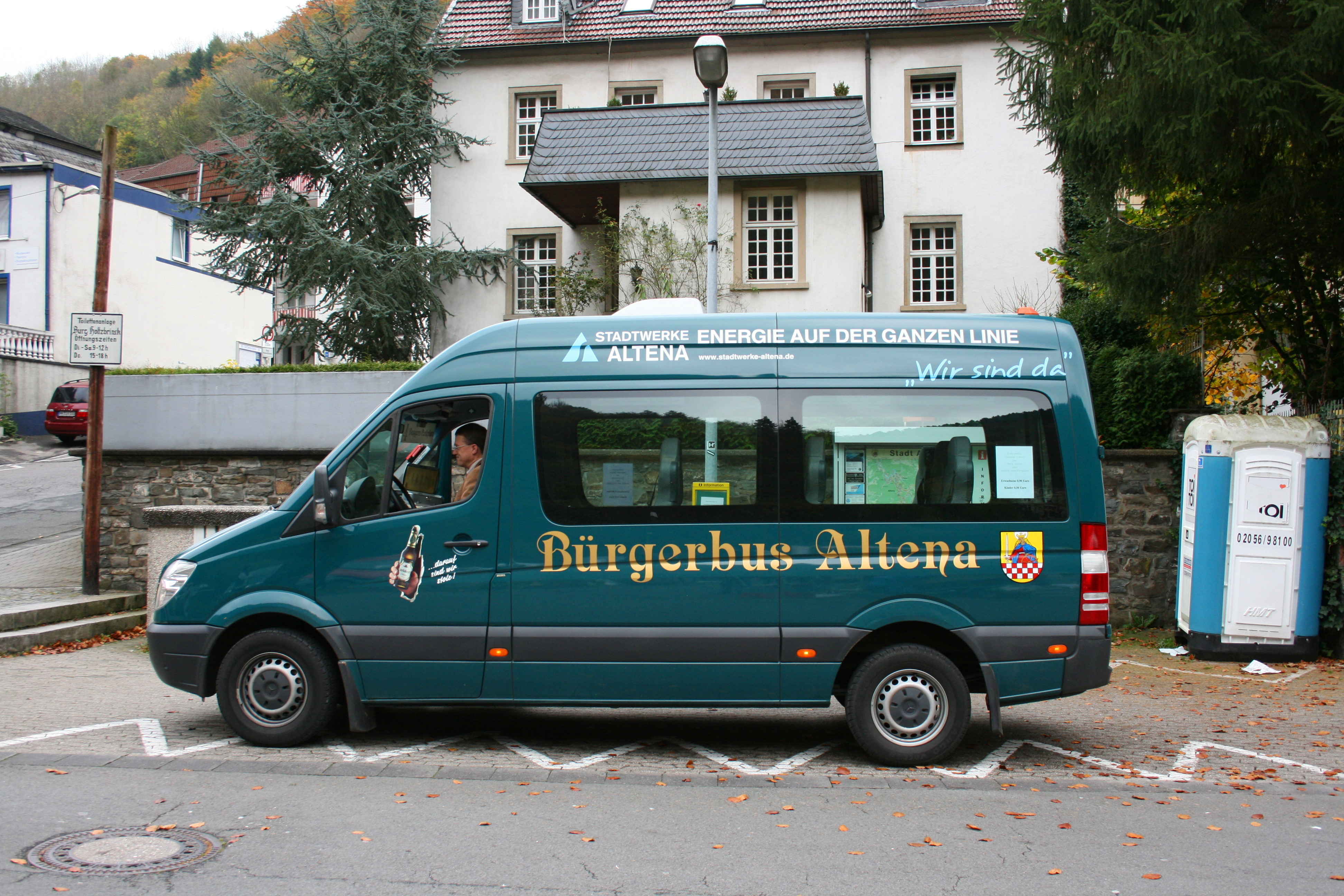
小型バスを利用したアルテナ市民バス

#### バス交通
アルテナでは、イーザーローン、リューデンシャイト（ラーメデタールおよびアルテナの市区であるミューレンラーメデ、アルトロッゲンラーメデ、グリューネヴィーゼ経由）、ヴェールドール、ヘーマー（ネッテタールおよびアルテナの市区であるネッテ、ネッテンシャイト、ダーレ、エーヴィングゼン経由）行きのバスが利用可能である。これらの路線はルール＝リッペ交通協会に属しており、現在メルキッシェ交通会社 (MVG) およびアルテナ市民バスが運営している。市域内ではブライテンハーゲン、ミューレンドルフ、プラークパウル市区にバスが、クネールリンゲンおよびティーアガルテンへは小型バスが運行している。

### メディア
アルテナの日刊紙がアルテナアー・クライスブラットである。2013年末まではヴェスフェリシャー・ルントシャウの地方版も刊行されていた。
ノルトライン＝ヴェストファーレン向けローカル・ラジオは、アルテナではラジオ MK で聴くことができる。この放送は Nr.68 送信所から 91.5 MHz で放送されている。

### 公共施設

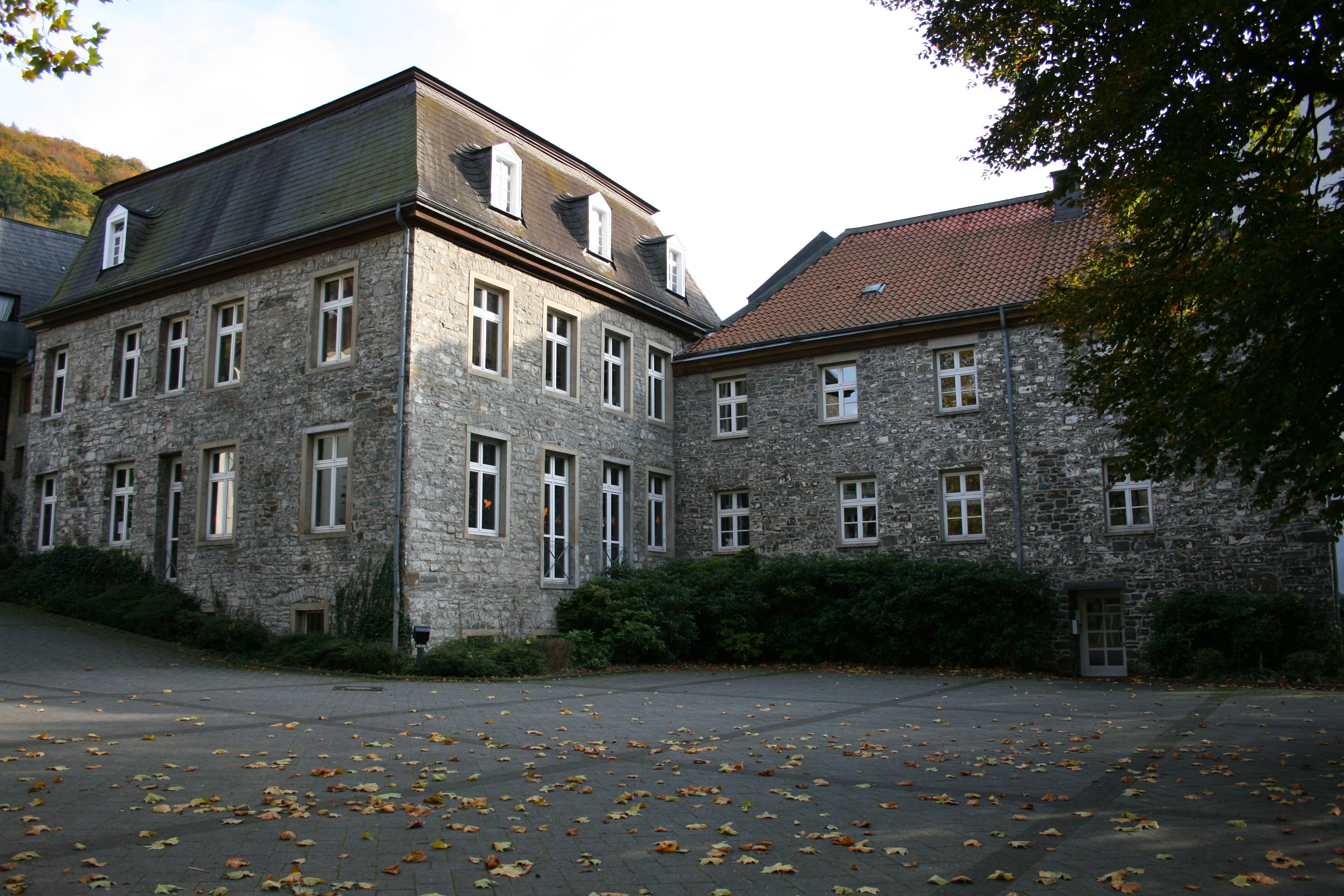
アルテナ市立図書館

アルテナには、4万点のメディアを収蔵する市立図書館がある。ここには書籍他に新聞、雑誌、CD や DVD も収蔵されている。この図書館は1864年に設立され、1989年から2棟の歴史的家屋に入居している。この2倍以上の広さを持つのがアルテナ地方研究図書館で、11万点のメディアを有している。この施設はメルキッシャー地方およびヴェストファーレン地方の地方研究についての最前線に特化している。同じく郡の施設内にメルキッシャー郡の郡立文書館がある。郡文化局と郡社会局は、この街に本部を置いている。
この他にアルテナには税務署と区裁判所がある。聖ヴィンツェンツ病院は2017年に閉鎖された。

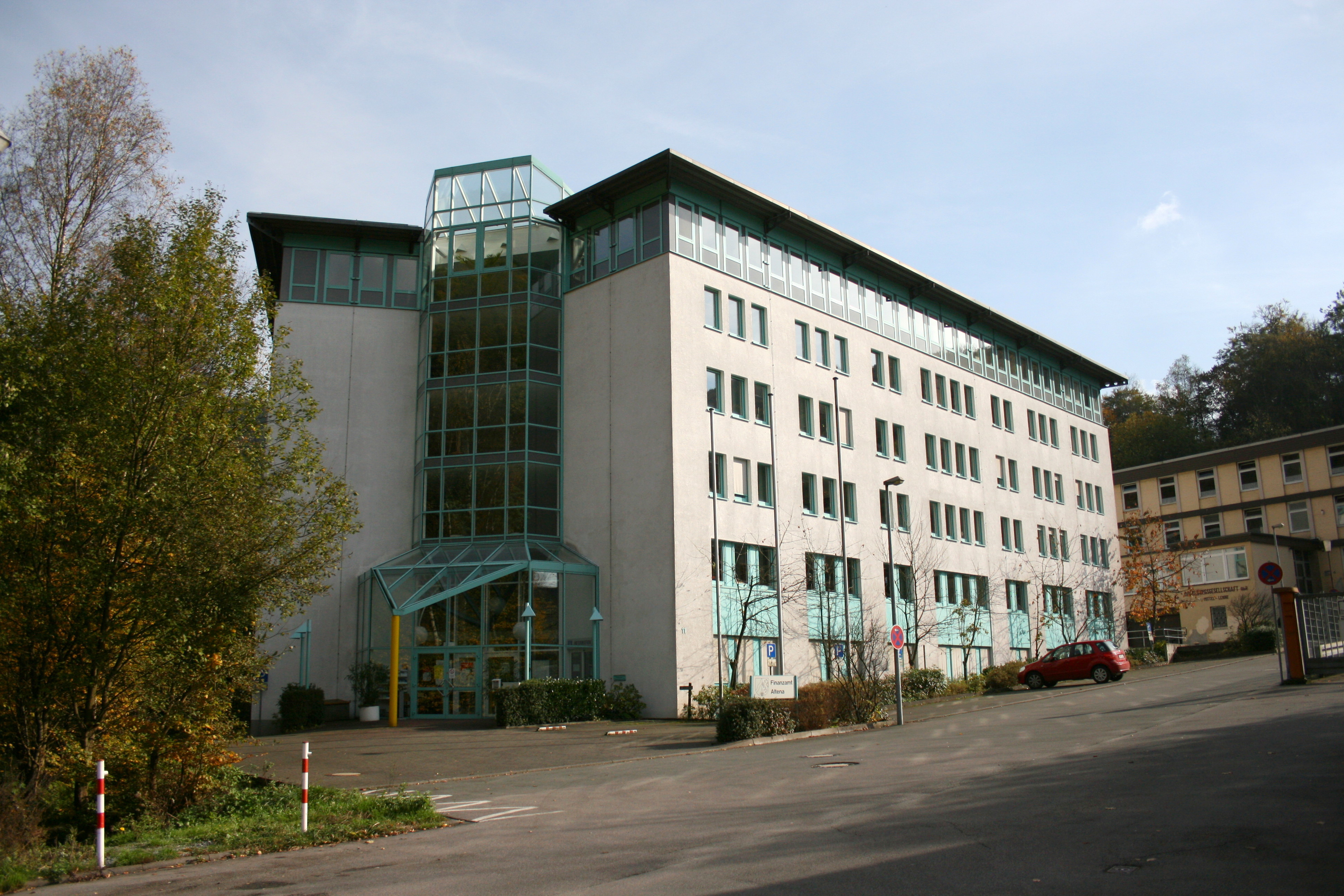
アルテナ税務署
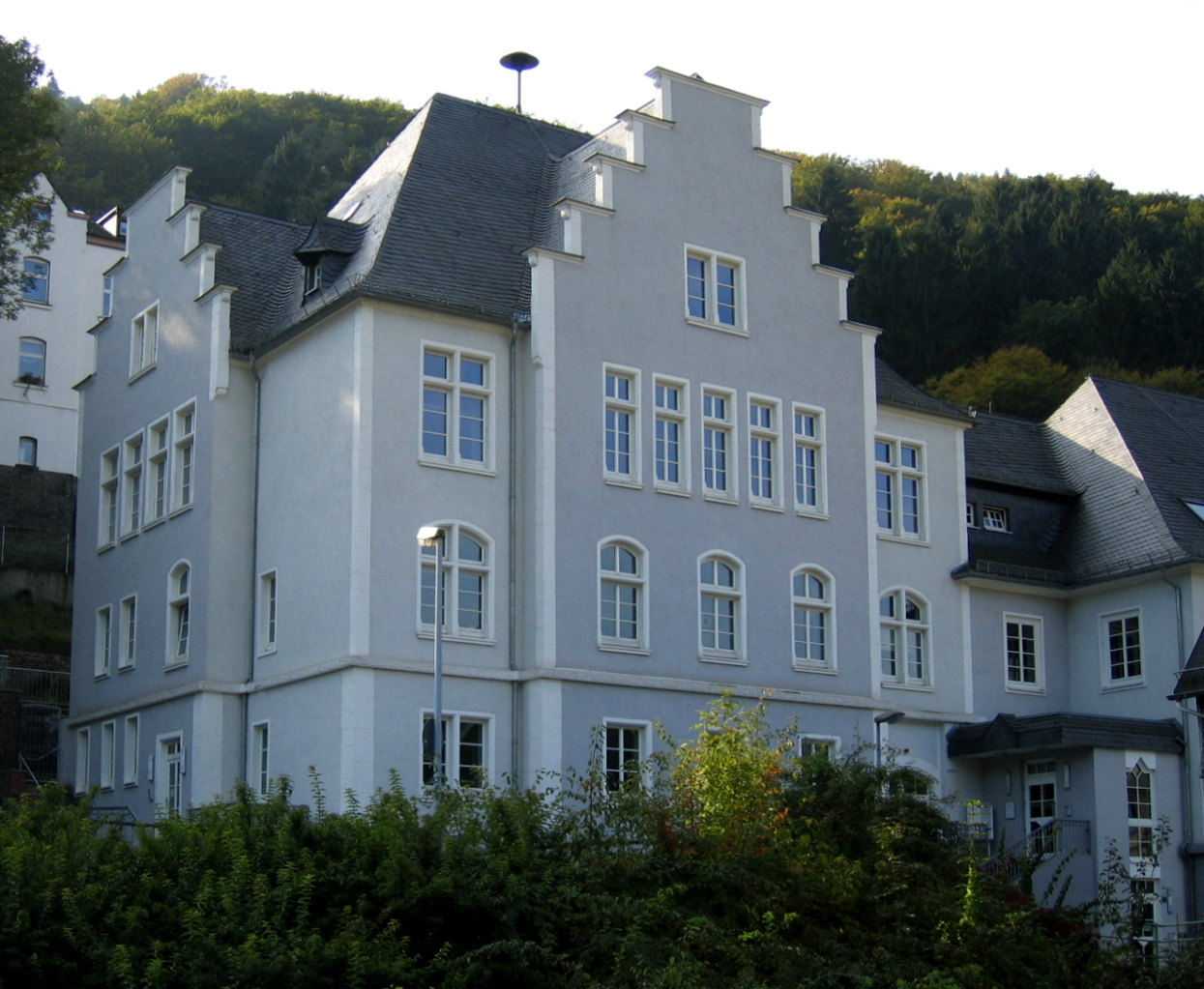
アルテナ区裁判所

### 教育

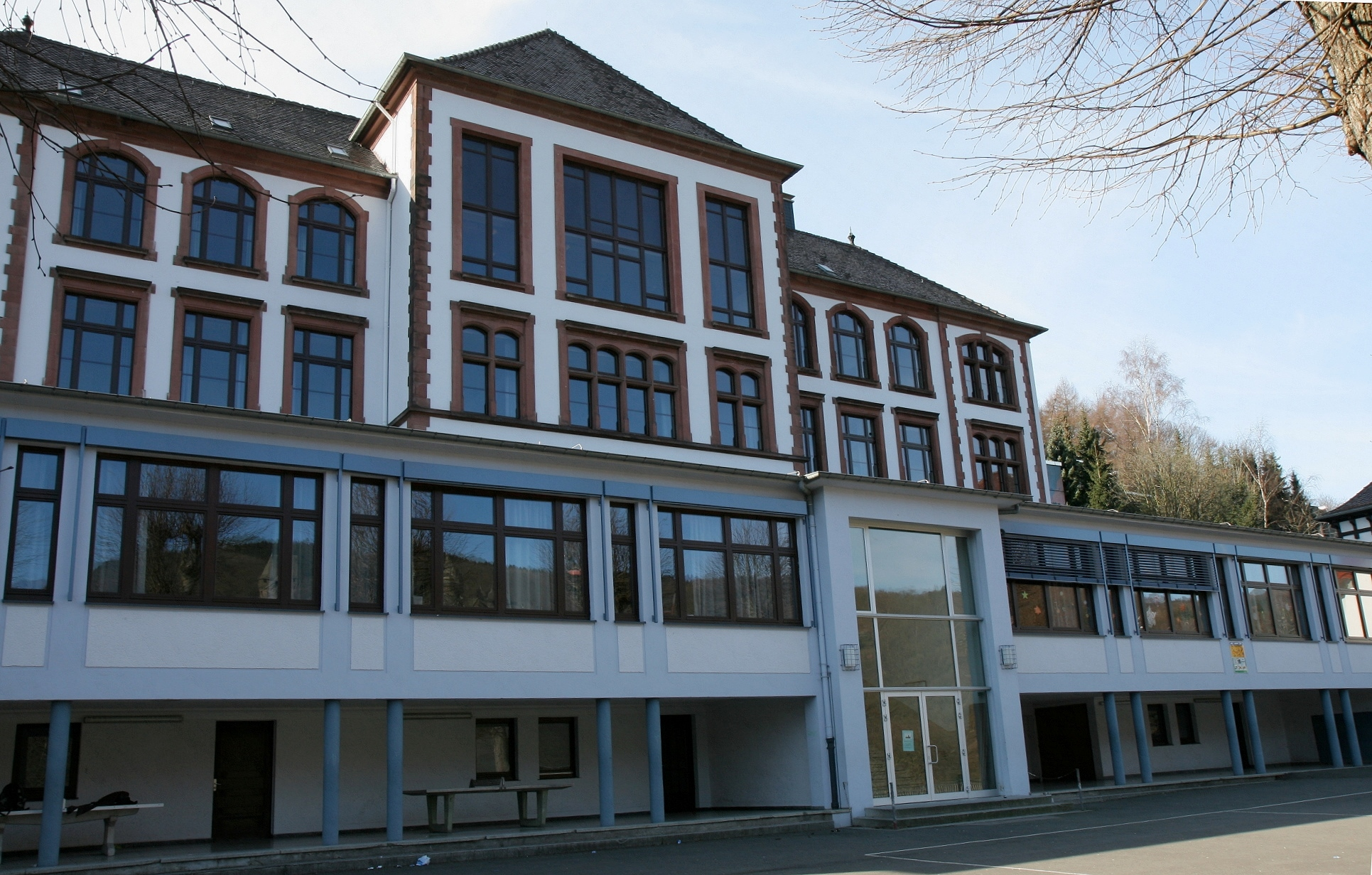
ブルクギムナジウム・アルテナ

本市には、基礎課程学校 4校と養護学校 1校がある。中等教育については、本課程学校、実科学校、ギムナジウムおよび組織上のゼクンダーシューレがそれぞれ 1校ある。さらにベルーフスコレーク（職業補修高等専門学校）が 1校ある。
ラーメデ本課程学校とリヒャルト＝シルマン実科学校は、2012/2013年の学年から新規生徒を入学させなかった。その跡地にゼクンダーシューレが移転した。この学校は、ノルトライン＝ヴェストファーレン州におけるこの種の最初の学校の1校として、2012年夏に設立された。最初の2学年は、ナハロート本課程学校に間借りしていた。2014年夏にネッテの旧リヒャルト＝シルマン実科学校の校舎で第7学年の授業が始まった。この学校の公式な運営母体はアルテナ市である。
ギムナジウムは、この街の景観を決定づける象徴的建造物であるアルテナ城（ブルク・アルテナ）にちなんで「ブルクギムナジウム・アルテナ」という名称である。実科学校は、その城に世界最初のユースホステルを設けた人物にちなんで「リヒャルト＝シルマン実科学校」という名前である。他の私立学校は、それぞれの学校がある市区名を校名としている。
メルキッシャー郡は、アルテナにオイゲン＝シュマーレンバッハ職業補修高等専門学校の分校を置いている（組織上の所在地はハルヴァー＝オステンドルフ）。その所在地は、かつてアルテナ、プレッテンベルク、ヴェルドールの3箇所にキャンパスを有したレネタール職業学校の敷地であった。ここで修得可能な最も高次の教育課程は、経済ギムナジウムのアビトゥーアである。
アルテナには市民大学が2校ある。レネタール市民大学は多くの市町村の目的連合によって運営されている。ラーメデ市民大学は、同名の市区で協会として運営されている。

## 人物

### 出身者
- フリッツ・ハイネマン（1864年 - 1932年）彫刻家
- フリードリヒ・ジーブルク（1893年 - 1964年）ジャーナリスト、作家
- ヴォルフラム・ドルン（1924年 - 2014年）政治家 (FDP)

## 関連図書
- Adolf Feuring (1988). Die Stadt Altena und ihre Verbundenheit mit dem Kreis
- Karin Müller (1992). 2. erw. ed. Altenaer Bibliographie. Märkischer Kreis. ISBN 978-3-926890-05-4
- Heinz Störing (1988). Heimatbund Märkischer Kreis. ed. Altena. Altena
- Hermann Flebbe (1967). Stadt Altena. ed. Quellen und Urkunden zur Geschichte der Stadt Altena (Westf.). Band I: Von den Anfängen bis 1609, dem Aussterben der männlichen Linie der klevisch-märkischen Herzöge. Altena
- Willi Prösser (2007). Alt-Altena. Erfurt: Sutton Verlag. ISBN 978-3-86680-079-3
- Verschönerungs- und Verkehrsverein in Altena i.W., ed (1909). Offizieller Führer durch Altena und Umgebung. Altena
- P. A. Santz (1974). Altena. Porträt einer Stadt. Altena
- Kurt Höttler (1988). “Erinnerungen an jüdische Mitbürger: auch ein Kapitel Stadtgeschichte”. In Heimatbund Mark. Kreis. Altena: Beitrage zur Heimat- und Landeskunde. Altena. pp. 66–70

### 訳注
1. ↑  Mutbürgerは、問題解決のための建設的で理性をわきまえた市民を意味する用語である。